# Liste des planètes mineures non numérotées découvertes entre le 16 et le 30 septembre 2017
Pour un article plus général, voir Liste des planètes mineures non numérotées découvertes en 2017.
Pour un article plus général, voir Liste des planètes mineures.
Cet article dresse la liste des planètes mineures (astéroïdes, centaures, objets transneptuniens et assimilés) non numérotées découvertes en septembre 2017 dans l'ordre de leur découverte.
Au 15 janvier 2025, 661 077 des 1 434 993 planètes mineures répertoriées par le Centre des planètes mineures ne sont pas encore numérotées, soit 46,07 %.

## Rappel concernant la désignation provisoire
La désignation provisoire indique l'ordre de découverte de ces objets. En effet, cette désignation est composée de l'année de découverte (par exemple 2017) suivie de la quinzaine (demi-mois) de découverte (p.e. A = 1-15 janvier) puis de l'ordre de découverte dans cette quinzaine. Cet ordre est indiqué par une lettre et éventuellement un chiffre comme suit : A pour la première découverte, B pour la deuxième, ..., Z pour la 25e (le I n'est pas utilisé pour éviter la confusion avec 1), A1 pour la 26e, B1 pour la 27e, etc. , Z1 pour la 50e, A2 pour la 51e, B2 pour la 52e, etc. L'ordre de la numérotation ne suit donc pas l'ordre alphanumérique. 2017 AA1 suit ainsi 2017 AZ et précède 2017 AB1.

## Du 16 au 30 septembre 2017
- 2017 SA
- 2017 SB
- 2017 SE
- 2017 SG
- 2017 SJ
- 2017 SN
- 2017 SO
- 2017 SP
- 2017 SR
- 2017 SS
- 2017 SA1
- 2017 SB1
- 2017 SC1
- 2017 SG1
- 2017 SO1
- 2017 SP1
- 2017 SQ1
- 2017 SR1
- 2017 SS1
- 2017 ST1
- 2017 SU1
- 2017 SX1
- 2017 SY1
- 2017 SZ1
- 2017 SA2
- 2017 SD2
- 2017 SE2
- 2017 SF2
- 2017 SH2
- 2017 SJ2
- 2017 SK2
- 2017 SL2
- 2017 SM2
- 2017 SN2
- 2017 SO2
- 2017 SP2
- 2017 SQ2
- 2017 SR2
- 2017 SS2
- 2017 SU2
- 2017 SV2
- 2017 SW2
- 2017 SY2
- 2017 SA3
- 2017 SC3
- 2017 SF3
- 2017 SJ3
- 2017 SM3
- 2017 SO3
- 2017 SP3
- 2017 SQ3
- 2017 SR3
- 2017 SU3
- 2017 SW3
- 2017 SX3
- 2017 SY3
- 2017 SZ3
- 2017 SC4
- 2017 SD4
- 2017 SH4
- 2017 SJ4
- 2017 SN4
- 2017 SO4
- 2017 SR4
- 2017 SS4
- 2017 SZ4
- 2017 SF5
- 2017 SG5
- 2017 SK5
- 2017 SN5
- 2017 SO5
- 2017 SP5
- 2017 SQ5
- 2017 ST5
- 2017 SV5
- 2017 SW5
- 2017 SX5
- 2017 SZ5
- 2017 SA6
- 2017 SB6
- 2017 SC6
- 2017 SF6
- 2017 SL6
- 2017 SQ6
- 2017 SR6
- 2017 SS6
- 2017 SX6
- 2017 SB7
- 2017 SC7
- 2017 SH7
- 2017 SK7
- 2017 SL7
- 2017 ST7
- 2017 SX7
- 2017 SY7
- 2017 SC8
- 2017 SE8
- 2017 SG8
- 2017 SK8
- 2017 SR8
- 2017 SW8
- 2017 SB9
- 2017 SH9
- 2017 SJ9
- 2017 SN9
- 2017 SQ9
- 2017 SV9
- 2017 SA10
- 2017 SB10
- 2017 SC10
- 2017 SD10
- 2017 SF10
- 2017 SG10
- 2017 SH10
- 2017 SJ10
- 2017 SK10
- 2017 SL10
- 2017 SM10
- 2017 SN10
- 2017 SO10
- 2017 SP10
- 2017 SQ10
- 2017 SR10
- 2017 SS10
- 2017 ST10
- 2017 SV10
- 2017 SX10
- 2017 SZ10
- 2017 SD11
- 2017 SE11
- 2017 SF11
- 2017 SG11
- 2017 SJ11
- 2017 SK11
- 2017 SL11
- 2017 SM11
- 2017 SN11
- 2017 SO11
- 2017 SP11
- 2017 SQ11
- 2017 SR11
- 2017 SS11
- 2017 ST11
- 2017 SU11
- 2017 SV11
- 2017 SW11
- 2017 SX11
- 2017 SY11
- 2017 SZ11
- 2017 SA12
- 2017 SB12
- 2017 SC12
- 2017 SD12
- 2017 SE12
- 2017 SF12
- 2017 SG12
- 2017 SH12
- 2017 SJ12
- 2017 SK12
- 2017 SL12
- 2017 SM12
- 2017 SN12
- 2017 SO12
- 2017 SP12
- 2017 SQ12
- 2017 SR12
- 2017 SS12
- 2017 ST12
- 2017 SU12
- 2017 SV12
- 2017 SW12
- 2017 SX12
- 2017 SY12
- 2017 SZ12
- 2017 SA13
- 2017 SB13
- 2017 SD13
- 2017 SE13
- 2017 SG13
- 2017 SL13
- 2017 SM13
- 2017 SO13
- 2017 SP13
- 2017 SQ13
- 2017 SR13
- 2017 SS13
- 2017 SU13
- 2017 SV13
- 2017 SW13
- 2017 SX13
- 2017 SY13
- 2017 SZ13
- 2017 SA14
- 2017 SB14
- 2017 SC14
- 2017 SD14
- 2017 SF14
- 2017 SG14
- 2017 SH14
- 2017 SJ14
- 2017 SK14
- 2017 SL14
- 2017 SO14
- 2017 SP14
- 2017 SQ14
- 2017 SR14
- 2017 SS14
- 2017 ST14
- 2017 SU14
- 2017 SV14
- 2017 SW14
- 2017 SY14
- 2017 SD15
- 2017 SE15
- 2017 SK15
- 2017 SR15
- 2017 SS15
- 2017 SU15
- 2017 SX15
- 2017 SE16
- 2017 SG16
- 2017 SH16
- 2017 SJ16
- 2017 SK16
- 2017 SL16
- 2017 SM16
- 2017 SN16
- 2017 SO16
- 2017 SP16
- 2017 SQ16
- 2017 SR16
- 2017 SS16
- 2017 ST16
- 2017 SU16
- 2017 SV16
- 2017 SX16
- 2017 SY16
- 2017 SD17
- 2017 SE17
- 2017 SF17
- 2017 SG17
- 2017 SH17
- 2017 SJ17
- 2017 SK17
- 2017 SL17
- 2017 SM17
- 2017 SN17
- 2017 SO17
- 2017 SQ17
- 2017 SR17
- 2017 SS17
- 2017 ST17
- 2017 SU17
- 2017 SV17
- 2017 SW17
- 2017 SX17
- 2017 SY17
- 2017 SZ17
- 2017 SA18
- 2017 SB18
- 2017 SC18
- 2017 SD18
- 2017 SH18
- 2017 SJ18
- 2017 SK18
- 2017 SL18
- 2017 SM18
- 2017 SN18
- 2017 SO18
- 2017 SP18
- 2017 SQ18
- 2017 SR18
- 2017 SS18
- 2017 ST18
- 2017 SU18
- 2017 SW18
- 2017 SZ18
- 2017 SA19
- 2017 SF19
- 2017 SG19
- 2017 SH19
- 2017 SJ19
- 2017 SK19
- 2017 SL19
- 2017 SM19
- 2017 SN19
- 2017 SO19
- 2017 SP19
- 2017 SQ19
- 2017 SR19
- 2017 SS19
- 2017 ST19
- 2017 SU19
- 2017 SV19
- 2017 SW19
- 2017 SX19
- 2017 SY19
- 2017 SZ19
- 2017 SA20
- 2017 SB20
- 2017 SC20
- 2017 SD20
- 2017 SE20
- 2017 SF20
- 2017 SG20
- 2017 SH20
- 2017 SJ20
- 2017 SK20
- 2017 SL20
- 2017 SM20
- 2017 SN20
- 2017 SO20
- 2017 SP20
- 2017 SQ20
- 2017 SR20
- 2017 ST20
- 2017 SU20
- 2017 SW20
- 2017 SX20
- 2017 SY20
- 2017 SZ20
- 2017 SA21
- 2017 SB21
- 2017 SC21
- 2017 SD21
- 2017 SF21
- 2017 SG21
- 2017 SH21
- 2017 SJ21
- 2017 SK21
- 2017 SM21
- 2017 SN21
- 2017 SO21
- 2017 SP21
- 2017 SQ21
- 2017 SU21
- 2017 SW21
- 2017 SX21
- 2017 SZ21
- 2017 SC22
- 2017 SD22
- 2017 SH22
- 2017 SN22
- 2017 SQ22
- 2017 SR22
- 2017 ST22
- 2017 SU22
- 2017 SY22
- 2017 SZ22
- 2017 SB23
- 2017 SE23
- 2017 SH23
- 2017 SL23
- 2017 SN23
- 2017 SO23
- 2017 SP23
- 2017 SQ23
- 2017 SR23
- 2017 ST23
- 2017 SU23
- 2017 SW23
- 2017 SX23
- 2017 SA24
- 2017 SB24
- 2017 SF24
- 2017 SH24
- 2017 SK24
- 2017 SM24
- 2017 SN24
- 2017 SO24
- 2017 SP24
- 2017 SU24
- 2017 SV24
- 2017 SW24
- 2017 SX24
- 2017 SA25
- 2017 SB25
- 2017 SC25
- 2017 SE25
- 2017 SF25
- 2017 SJ25
- 2017 SK25
- 2017 SL25
- 2017 SM25
- 2017 SR25
- 2017 SS25
- 2017 ST25
- 2017 SU25
- 2017 SV25
- 2017 SX25
- 2017 SY25
- 2017 SZ25
- 2017 SA26
- 2017 SE26
- 2017 SF26
- 2017 SH26
- 2017 SJ26
- 2017 SL26
- 2017 SM26
- 2017 SO26
- 2017 SQ26
- 2017 SR26
- 2017 SU26
- 2017 SV26
- 2017 SW26
- 2017 SX26
- 2017 SY26
- 2017 SD27
- 2017 SE27
- 2017 SF27
- 2017 SG27
- 2017 SK27
- 2017 SM27
- 2017 SN27
- 2017 SO27
- 2017 SR27
- 2017 ST27
- 2017 SW27
- 2017 SX27
- 2017 SY27
- 2017 SZ27
- 2017 SB28
- 2017 SD28
- 2017 SE28
- 2017 SF28
- 2017 SJ28
- 2017 SN28
- 2017 SO28
- 2017 SR28
- 2017 SW28
- 2017 SD29
- 2017 SG29
- 2017 SK29
- 2017 SL29
- 2017 SS29
- 2017 SX29
- 2017 SE30
- 2017 SG30
- 2017 SH30
- 2017 SJ30
- 2017 SL30
- 2017 SO30
- 2017 SP30
- 2017 SV30
- 2017 SX30
- 2017 SZ30
- 2017 SA31
- 2017 SC31
- 2017 SD31
- 2017 SE31
- 2017 SG31
- 2017 SH31
- 2017 SJ31
- 2017 SK31
- 2017 SN31
- 2017 SR31
- 2017 ST31
- 2017 SV31
- 2017 SW31
- 2017 SZ31
- 2017 SC32
- 2017 SF32
- 2017 SG32
- 2017 SM32
- 2017 SR32
- 2017 SS32
- 2017 ST32
- 2017 SU32
- 2017 SV32
- 2017 SW32
- 2017 SX32
- 2017 SY32
- 2017 SZ32
- 2017 SA33
- 2017 SB33
- 2017 SC33
- 2017 SE33
- 2017 SG33
- 2017 SH33
- 2017 SK33
- 2017 SL33
- 2017 SM33
- 2017 SN33
- 2017 SQ33
- 2017 SS33
- 2017 ST33
- 2017 SU33
- 2017 SV33
- 2017 SA34
- 2017 SC34
- 2017 SG34
- 2017 SH34
- 2017 SL34
- 2017 SM34
- 2017 SO34
- 2017 SP34
- 2017 SQ34
- 2017 SS34
- 2017 SU34
- 2017 SV34
- 2017 SZ34
- 2017 SA35
- 2017 SD35
- 2017 SE35
- 2017 SF35
- 2017 SJ35
- 2017 SM35
- 2017 SO35
- 2017 SP35
- 2017 SR35
- 2017 ST35
- 2017 SU35
- 2017 SW35
- 2017 SY35
- 2017 SA36
- 2017 SB36
- 2017 SF36
- 2017 SJ36
- 2017 SK36
- 2017 SO36
- 2017 SQ36
- 2017 SU36
- 2017 SW36
- 2017 SZ36
- 2017 SF37
- 2017 SH37
- 2017 SL37
- 2017 SN37
- 2017 SY37
- 2017 SZ37
- 2017 SJ38
- 2017 SM38
- 2017 SY38
- 2017 SF39
- 2017 SK39
- 2017 SM39
- 2017 SS39
- 2017 SU39
- 2017 SB40
- 2017 SF40
- 2017 SK40
- 2017 SM40
- 2017 SO40
- 2017 SW40
- 2017 SY40
- 2017 SZ40
- 2017 SD41
- 2017 SF41
- 2017 SG41
- 2017 SJ41
- 2017 SK41
- 2017 SL41
- 2017 SM41
- 2017 SO41
- 2017 SP41
- 2017 ST41
- 2017 SU41
- 2017 SZ41
- 2017 SB42
- 2017 SH42
- 2017 SL42
- 2017 SM42
- 2017 SN42
- 2017 SO42
- 2017 SU42
- 2017 SZ42
- 2017 SA43
- 2017 SE43
- 2017 SF43
- 2017 SK43
- 2017 SU43
- 2017 SV43
- 2017 SX43
- 2017 SA44
- 2017 SC44
- 2017 SD44
- 2017 SL44
- 2017 SQ44
- 2017 SS44
- 2017 SU44
- 2017 SV44
- 2017 SX44
- 2017 SY44
- 2017 SZ44
- 2017 SA45
- 2017 SF45
- 2017 SJ45
- 2017 SK45
- 2017 SM45
- 2017 SQ45
- 2017 SS45
- 2017 SU45
- 2017 SV45
- 2017 SW45
- 2017 SX45
- 2017 SY45
- 2017 SZ45
- 2017 SA46
- 2017 SB46
- 2017 SC46
- 2017 SE46
- 2017 SG46
- 2017 SN46
- 2017 SO46
- 2017 SP46
- 2017 SQ46
- 2017 SV46
- 2017 SY46
- 2017 SB47
- 2017 SD47
- 2017 SE47
- 2017 SH47
- 2017 SJ47
- 2017 SM47
- 2017 SS47
- 2017 ST47
- 2017 SU47
- 2017 SB48
- 2017 SE48
- 2017 SG48
- 2017 SJ48
- 2017 SM48
- 2017 SO48
- 2017 SR48
- 2017 SS48
- 2017 SV48
- 2017 SW48
- 2017 SY48
- 2017 SD49
- 2017 SK49
- 2017 SR49
- 2017 ST49
- 2017 SV49
- 2017 SW49
- 2017 SX49
- 2017 SY49
- 2017 SA50
- 2017 SB50
- 2017 SC50
- 2017 SD50
- 2017 SE50
- 2017 SG50
- 2017 SJ50
- 2017 SK50
- 2017 SL50
- 2017 SM50
- 2017 SN50
- 2017 SP50
- 2017 SQ50
- 2017 SS50
- 2017 SU50
- 2017 SV50
- 2017 SW50
- 2017 SX50
- 2017 SZ50
- 2017 SA51
- 2017 SB51
- 2017 SC51
- 2017 SE51
- 2017 SG51
- 2017 SH51
- 2017 SK51
- 2017 SP51
- 2017 SR51
- 2017 ST51
- 2017 SW51
- 2017 SB52
- 2017 SE52
- 2017 SH52
- 2017 SK52
- 2017 SM52
- 2017 SQ52
- 2017 SS52
- 2017 SU52
- 2017 SW52
- 2017 SY52
- 2017 SE53
- 2017 SH53
- 2017 SK53
- 2017 SM53
- 2017 SO53
- 2017 SP53
- 2017 SR53
- 2017 SS53
- 2017 SU53
- 2017 SV53
- 2017 SW53
- 2017 SY53
- 2017 SA54
- 2017 SE54
- 2017 SG54
- 2017 SH54
- 2017 SJ54
- 2017 SL54
- 2017 SO54
- 2017 SP54
- 2017 SQ54
- 2017 SU54
- 2017 SY54
- 2017 SZ54
- 2017 SA55
- 2017 SB55
- 2017 SC55
- 2017 SD55
- 2017 SF55
- 2017 SG55
- 2017 SH55
- 2017 SL55
- 2017 SM55
- 2017 SQ55
- 2017 SB56
- 2017 SD56
- 2017 SE56
- 2017 SF56
- 2017 SG56
- 2017 SH56
- 2017 SJ56
- 2017 SM56
- 2017 SN56
- 2017 SO56
- 2017 SQ56
- 2017 SR56
- 2017 SS56
- 2017 SU56
- 2017 SV56
- 2017 SW56
- 2017 SZ56
- 2017 SC57
- 2017 SD57
- 2017 SE57
- 2017 SG57
- 2017 SH57
- 2017 SJ57
- 2017 SL57
- 2017 SM57
- 2017 SO57
- 2017 SP57
- 2017 SQ57
- 2017 SS57
- 2017 SU57
- 2017 SV57
- 2017 SW57
- 2017 SZ57
- 2017 SA58
- 2017 SB58
- 2017 SC58
- 2017 SE58
- 2017 SG58
- 2017 SH58
- 2017 SJ58
- 2017 SK58
- 2017 SN58
- 2017 SO58
- 2017 SP58
- 2017 ST58
- 2017 SV58
- 2017 SY58
- 2017 SZ58
- 2017 SC59
- 2017 SE59
- 2017 SF59
- 2017 SG59
- 2017 SH59
- 2017 SK59
- 2017 SL59
- 2017 SQ59
- 2017 SU59
- 2017 SX59
- 2017 SZ59
- 2017 SA60
- 2017 SB60
- 2017 SE60
- 2017 SH60
- 2017 SN60
- 2017 SO60
- 2017 SQ60
- 2017 ST60
- 2017 SU60
- 2017 SV60
- 2017 SW60
- 2017 SX60
- 2017 SZ60
- 2017 SA61
- 2017 SC61
- 2017 SD61
- 2017 SE61
- 2017 SF61
- 2017 SH61
- 2017 SJ61
- 2017 SL61
- 2017 SN61
- 2017 SP61
- 2017 SQ61
- 2017 SR61
- 2017 SS61
- 2017 ST61
- 2017 SU61
- 2017 SY61
- 2017 SD62
- 2017 SG62
- 2017 SM62
- 2017 SQ62
- 2017 SS62
- 2017 SW62
- 2017 SX62
- 2017 SA63
- 2017 SB63
- 2017 SH63
- 2017 SQ63
- 2017 SS63
- 2017 SZ63
- 2017 SA64
- 2017 SB64
- 2017 SE64
- 2017 SG64
- 2017 SJ64
- 2017 SQ64
- 2017 SR64
- 2017 SU64
- 2017 SV64
- 2017 SX64
- 2017 SY64
- 2017 SA65
- 2017 SB65
- 2017 SC65
- 2017 SF65
- 2017 SJ65
- 2017 SK65
- 2017 SL65
- 2017 SM65
- 2017 SO65
- 2017 SS65
- 2017 SU65
- 2017 SV65
- 2017 SW65
- 2017 SX65
- 2017 SY65
- 2017 SZ65
- 2017 SB66
- 2017 SD66
- 2017 SG66
- 2017 SJ66
- 2017 SK66
- 2017 SP66
- 2017 SQ66
- 2017 SR66
- 2017 SU66
- 2017 SV66
- 2017 SX66
- 2017 SY66
- 2017 SZ66
- 2017 SA67
- 2017 SC67
- 2017 SD67
- 2017 SG67
- 2017 SH67
- 2017 SJ67
- 2017 SM67
- 2017 SO67
- 2017 SP67
- 2017 SR67
- 2017 SS67
- 2017 ST67
- 2017 SV67
- 2017 SW67
- 2017 SX67
- 2017 SY67
- 2017 SB68
- 2017 SG68
- 2017 SM68
- 2017 SO68
- 2017 SP68
- 2017 SQ68
- 2017 SR68
- 2017 SS68
- 2017 SU68
- 2017 SX68
- 2017 SY68
- 2017 SZ68
- 2017 SA69
- 2017 SC69
- 2017 SG69
- 2017 SH69
- 2017 SJ69
- 2017 SL69
- 2017 SM69
- 2017 SN69
- 2017 ST69
- 2017 SY69
- 2017 SZ69
- 2017 SB70
- 2017 SC70
- 2017 SD70
- 2017 SF70
- 2017 SH70
- 2017 SJ70
- 2017 SK70
- 2017 SL70
- 2017 SM70
- 2017 SN70
- 2017 SO70
- 2017 SQ70
- 2017 SR70
- 2017 SS70
- 2017 ST70
- 2017 SV70
- 2017 SX70
- 2017 SZ70
- 2017 SB71
- 2017 SD71
- 2017 SE71
- 2017 SG71
- 2017 SH71
- 2017 SJ71
- 2017 SM71
- 2017 SP71
- 2017 SQ71
- 2017 SR71
- 2017 SS71
- 2017 ST71
- 2017 SU71
- 2017 SW71
- 2017 SX71
- 2017 SY71
- 2017 SZ71
- 2017 SB72
- 2017 SC72
- 2017 SE72
- 2017 SH72
- 2017 SJ72
- 2017 SN72
- 2017 SV72
- 2017 SW72
- 2017 SY72
- 2017 SA73
- 2017 SD73
- 2017 SE73
- 2017 SG73
- 2017 SJ73
- 2017 SK73
- 2017 SL73
- 2017 SM73
- 2017 SP73
- 2017 SS73
- 2017 SV73
- 2017 SZ73
- 2017 SA74
- 2017 SB74
- 2017 SE74
- 2017 SF74
- 2017 SG74
- 2017 SH74
- 2017 SL74
- 2017 SM74
- 2017 SO74
- 2017 SP74
- 2017 SQ74
- 2017 SR74
- 2017 ST74
- 2017 SV74
- 2017 SW74
- 2017 SX74
- 2017 SY74
- 2017 SA75
- 2017 SB75
- 2017 SF75
- 2017 SJ75
- 2017 SK75
- 2017 SM75
- 2017 SN75
- 2017 SO75
- 2017 SQ75
- 2017 SY75
- 2017 SZ75
- 2017 SB76
- 2017 SC76
- 2017 SD76
- 2017 SG76
- 2017 SH76
- 2017 SK76
- 2017 SL76
- 2017 SN76
- 2017 SQ76
- 2017 SR76
- 2017 SS76
- 2017 SU76
- 2017 SV76
- 2017 SX76
- 2017 SZ76
- 2017 SB77
- 2017 SC77
- 2017 SD77
- 2017 SO77
- 2017 SP77
- 2017 SZ77
- 2017 SA78
- 2017 SC78
- 2017 SG78
- 2017 SK78
- 2017 SO78
- 2017 SQ78
- 2017 SS78
- 2017 SU78
- 2017 SY78
- 2017 SA79
- 2017 SC79
- 2017 SD79
- 2017 SF79
- 2017 SK79
- 2017 SM79
- 2017 SQ79
- 2017 SR79
- 2017 ST79
- 2017 SU79
- 2017 SW79
- 2017 SX79
- 2017 SZ79
- 2017 SA80
- 2017 SB80
- 2017 SD80
- 2017 SE80
- 2017 SG80
- 2017 SH80
- 2017 SK80
- 2017 SL80
- 2017 SM80
- 2017 SN80
- 2017 SO80
- 2017 SP80
- 2017 SR80
- 2017 SU80
- 2017 SV80
- 2017 SA81
- 2017 SB81
- 2017 SE81
- 2017 SK81
- 2017 SP81
- 2017 SQ81
- 2017 SS81
- 2017 SU81
- 2017 SW81
- 2017 SY81
- 2017 SA82
- 2017 SD82
- 2017 SG82
- 2017 SH82
- 2017 SL82
- 2017 ST82
- 2017 SU82
- 2017 SV82
- 2017 SX82
- 2017 SC83
- 2017 SL83
- 2017 SP83
- 2017 SS83
- 2017 ST83
- 2017 SV83
- 2017 SY83
- 2017 SZ83
- 2017 SA84
- 2017 SC84
- 2017 SE84
- 2017 SF84
- 2017 SG84
- 2017 SJ84
- 2017 SO84
- 2017 SP84
- 2017 SQ84
- 2017 SS84
- 2017 SX84
- 2017 SD85
- 2017 SE85
- 2017 SH85
- 2017 SK85
- 2017 SN85
- 2017 SO85
- 2017 SP85
- 2017 SQ85
- 2017 SR85
- 2017 SS85
- 2017 ST85
- 2017 SW85
- 2017 SD86
- 2017 SL86
- 2017 SP86
- 2017 SU86
- 2017 SV86
- 2017 SX86
- 2017 SY86
- 2017 SC87
- 2017 SD87
- 2017 SF87
- 2017 SG87
- 2017 SH87
- 2017 SJ87
- 2017 SK87
- 2017 SM87
- 2017 SN87
- 2017 SP87
- 2017 SQ87
- 2017 SS87
- 2017 SV87
- 2017 SX87
- 2017 SJ88
- 2017 SL88
- 2017 SV88
- 2017 SY88
- 2017 SC89
- 2017 SG89
- 2017 SH89
- 2017 SK89
- 2017 SL89
- 2017 SU89
- 2017 SV89
- 2017 SW89
- 2017 SX89
- 2017 SG90
- 2017 SH90
- 2017 SJ90
- 2017 SK90
- 2017 SL90
- 2017 SO90
- 2017 SS90
- 2017 SU90
- 2017 SV90
- 2017 SX90
- 2017 SY90
- 2017 SZ90
- 2017 SB91
- 2017 SC91
- 2017 SF91
- 2017 SH91
- 2017 SJ91
- 2017 SK91
- 2017 SL91
- 2017 SN91
- 2017 SQ91
- 2017 SX91
- 2017 SY91
- 2017 SZ91
- 2017 SE92
- 2017 SF92
- 2017 SJ92
- 2017 SK92
- 2017 SL92
- 2017 SP92
- 2017 SQ92
- 2017 SS92
- 2017 ST92
- 2017 SU92
- 2017 SX92
- 2017 SY92
- 2017 SZ92
- 2017 SC93
- 2017 SD93
- 2017 SF93
- 2017 SG93
- 2017 SJ93
- 2017 SO93
- 2017 SP93
- 2017 SQ93
- 2017 SR93
- 2017 SS93
- 2017 SW93
- 2017 SA94
- 2017 SB94
- 2017 SE94
- 2017 SF94
- 2017 SK94
- 2017 SM94
- 2017 SO94
- 2017 SP94
- 2017 SR94
- 2017 SS94
- 2017 SV94
- 2017 SW94
- 2017 SX94
- 2017 SA95
- 2017 SC95
- 2017 SE95
- 2017 SG95
- 2017 SJ95
- 2017 SL95
- 2017 SO95
- 2017 SR95
- 2017 SS95
- 2017 SV95
- 2017 SZ95
- 2017 SC96
- 2017 SF96
- 2017 SG96
- 2017 SJ96
- 2017 SM96
- 2017 SN96
- 2017 SS96
- 2017 SZ96
- 2017 SA97
- 2017 SB97
- 2017 SD97
- 2017 SG97
- 2017 SL97
- 2017 SO97
- 2017 SU97
- 2017 SV97
- 2017 SW97
- 2017 SX97
- 2017 SC98
- 2017 SE98
- 2017 SJ98
- 2017 SP98
- 2017 SQ98
- 2017 SR98
- 2017 SS98
- 2017 SU98
- 2017 SW98
- 2017 SX98
- 2017 SA99
- 2017 SC99
- 2017 SD99
- 2017 SE99
- 2017 SJ99
- 2017 SK99
- 2017 SN99
- 2017 SO99
- 2017 SP99
- 2017 SQ99
- 2017 SS99
- 2017 ST99
- 2017 SU99
- 2017 SV99
- 2017 SY99
- 2017 SA100
- 2017 SC100
- 2017 SE100
- 2017 SG100
- 2017 SJ100
- 2017 SK100
- 2017 SL100
- 2017 SN100
- 2017 SO100
- 2017 SQ100
- 2017 SR100
- 2017 SS100
- 2017 ST100
- 2017 SV100
- 2017 SW100
- 2017 SX100
- 2017 SY100
- 2017 SB101
- 2017 SD101
- 2017 SE101
- 2017 SG101
- 2017 SJ101
- 2017 SK101
- 2017 SM101
- 2017 SN101
- 2017 SU101
- 2017 SZ101
- 2017 SA102
- 2017 SB102
- 2017 SE102
- 2017 SG102
- 2017 SH102
- 2017 SK102
- 2017 SW102
- 2017 SH103
- 2017 SL103
- 2017 SM103
- 2017 SN103
- 2017 SO103
- 2017 SS103
- 2017 SY103
- 2017 SA104
- 2017 SG104
- 2017 SP104
- 2017 SQ104
- 2017 SS104
- 2017 SW104
- 2017 SX104
- 2017 SZ104
- 2017 SB105
- 2017 SJ105
- 2017 SK105
- 2017 SM105
- 2017 SQ105
- 2017 SS105
- 2017 ST105
- 2017 SU105
- 2017 SC106
- 2017 SD106
- 2017 SE106
- 2017 SG106
- 2017 SH106
- 2017 SJ106
- 2017 SL106
- 2017 SP106
- 2017 SR106
- 2017 ST106
- 2017 SV106
- 2017 SY106
- 2017 SZ106
- 2017 SD107
- 2017 SH107
- 2017 SJ107
- 2017 SK107
- 2017 SN107
- 2017 SO107
- 2017 SR107
- 2017 SS107
- 2017 ST107
- 2017 SX107
- 2017 SY107
- 2017 SB108
- 2017 SH108
- 2017 SJ108
- 2017 SR108
- 2017 ST108
- 2017 SY108
- 2017 SZ108
- 2017 SE109
- 2017 SG109
- 2017 SL109
- 2017 SP109
- 2017 SS109
- 2017 SW109
- 2017 SX109
- 2017 SC110
- 2017 SD110
- 2017 SF110
- 2017 SH110
- 2017 SJ110
- 2017 SK110
- 2017 SL110
- 2017 SM110
- 2017 SR110
- 2017 SS110
- 2017 ST110
- 2017 SU110
- 2017 SV110
- 2017 SY110
- 2017 SZ110
- 2017 SB111
- 2017 SC111
- 2017 SD111
- 2017 SE111
- 2017 SG111
- 2017 SJ111
- 2017 SL111
- 2017 SO111
- 2017 SQ111
- 2017 SR111
- 2017 SS111
- 2017 SU111
- 2017 SY111
- 2017 SE112
- 2017 SF112
- 2017 SH112
- 2017 SJ112
- 2017 SM112
- 2017 SP112
- 2017 SQ112
- 2017 SS112
- 2017 ST112
- 2017 SU112
- 2017 SV112
- 2017 SX112
- 2017 SB113
- 2017 SC113
- 2017 SE113
- 2017 SH113
- 2017 SJ113
- 2017 SK113
- 2017 SL113
- 2017 SM113
- 2017 SN113
- 2017 SU113
- 2017 SZ113
- 2017 SA114
- 2017 SC114
- 2017 SD114
- 2017 SE114
- 2017 SF114
- 2017 SH114
- 2017 SJ114
- 2017 SP114
- 2017 SX114
- 2017 SC115
- 2017 SM115
- 2017 SN115
- 2017 SP115
- 2017 SQ115
- 2017 SV115
- 2017 SY115
- 2017 SZ115
- 2017 SG116
- 2017 SK116
- 2017 SN116
- 2017 SR116
- 2017 ST116
- 2017 SU116
- 2017 SY116
- 2017 SZ116
- 2017 SA117
- 2017 SB117
- 2017 SE117
- 2017 SG117
- 2017 SJ117
- 2017 SL117
- 2017 SN117
- 2017 SO117
- 2017 SP117
- 2017 SQ117
- 2017 ST117
- 2017 SV117
- 2017 SW117
- 2017 SX117
- 2017 SY117
- 2017 SZ117
- 2017 SA118
- 2017 SB118
- 2017 SN118
- 2017 SO118
- 2017 SP118
- 2017 SQ118
- 2017 SR118
- 2017 SS118
- 2017 SW118
- 2017 SX118
- 2017 SY118
- 2017 SZ118
- 2017 SA119
- 2017 SB119
- 2017 SD119
- 2017 SE119
- 2017 SF119
- 2017 SG119
- 2017 SH119
- 2017 SJ119
- 2017 SL119
- 2017 SM119
- 2017 SN119
- 2017 SO119
- 2017 SQ119
- 2017 SR119
- 2017 ST119
- 2017 SU119
- 2017 SV119
- 2017 SX119
- 2017 SY119
- 2017 SZ119
- 2017 SA120
- 2017 SB120
- 2017 SD120
- 2017 SE120
- 2017 SF120
- 2017 SG120
- 2017 SH120
- 2017 SK120
- 2017 SL120
- 2017 SM120
- 2017 SO120
- 2017 SP120
- 2017 SR120
- 2017 SS120
- 2017 SU120
- 2017 SV120
- 2017 SW120
- 2017 SY120
- 2017 SZ120
- 2017 SB121
- 2017 SC121
- 2017 SE121
- 2017 SF121
- 2017 SG121
- 2017 SJ121
- 2017 SK121
- 2017 SM121
- 2017 SQ121
- 2017 SS121
- 2017 SU121
- 2017 SV121
- 2017 SX121
- 2017 SY121
- 2017 SZ121
- 2017 SA122
- 2017 SB122
- 2017 SC122
- 2017 SE122
- 2017 SF122
- 2017 SG122
- 2017 SJ122
- 2017 SL122
- 2017 SM122
- 2017 SN122
- 2017 SO122
- 2017 SP122
- 2017 SQ122
- 2017 SR122
- 2017 SS122
- 2017 ST122
- 2017 SU122
- 2017 SW122
- 2017 SX122
- 2017 SY122
- 2017 SZ122
- 2017 SA123
- 2017 SC123
- 2017 SD123
- 2017 SE123
- 2017 SF123
- 2017 SG123
- 2017 SH123
- 2017 SJ123
- 2017 SK123
- 2017 SL123
- 2017 SM123
- 2017 SN123
- 2017 SO123
- 2017 SP123
- 2017 SQ123
- 2017 SR123
- 2017 SS123
- 2017 ST123
- 2017 SU123
- 2017 SV123
- 2017 SW123
- 2017 SX123
- 2017 SY123
- 2017 SA124
- 2017 SB124
- 2017 SC124
- 2017 SD124
- 2017 SE124
- 2017 SF124
- 2017 SG124
- 2017 SH124
- 2017 SL124
- 2017 SM124
- 2017 SN124
- 2017 SP124
- 2017 SQ124
- 2017 SR124
- 2017 SV124
- 2017 SW124
- 2017 SY124
- 2017 SZ124
- 2017 SB125
- 2017 SD125
- 2017 SE125
- 2017 SF125
- 2017 SH125
- 2017 SL125
- 2017 SP125
- 2017 ST125
- 2017 SU125
- 2017 SV125
- 2017 SY125
- 2017 SA126
- 2017 SB126
- 2017 SF126
- 2017 SG126
- 2017 SM126
- 2017 SN126
- 2017 SO126
- 2017 ST126
- 2017 SU126
- 2017 SY126
- 2017 SC127
- 2017 SF127
- 2017 SH127
- 2017 SM127
- 2017 SN127
- 2017 SO127
- 2017 SS127
- 2017 ST127
- 2017 SU127
- 2017 SY127
- 2017 SB128
- 2017 SC128
- 2017 SD128
- 2017 SO128
- 2017 ST128
- 2017 SV128
- 2017 SW128
- 2017 SY128
- 2017 SA129
- 2017 SC129
- 2017 SD129
- 2017 SJ129
- 2017 SL129
- 2017 SM129
- 2017 SN129
- 2017 SO129
- 2017 SP129
- 2017 SQ129
- 2017 SZ129
- 2017 SH130
- 2017 SO130
- 2017 SV130
- 2017 SE131
- 2017 SG131
- 2017 SO131
- 2017 SQ131
- 2017 SW131
- 2017 SX131
- 2017 SA132
- 2017 SE132
- 2017 SN132
- 2017 SQ132
- 2017 ST132
- 2017 SV132
- 2017 SW132
- 2017 SX132
- 2017 SY132
- 2017 SD133
- 2017 SE133
- 2017 SG133
- 2017 SK133
- 2017 SL133
- 2017 SM133
- 2017 SN133
- 2017 SO133
- 2017 SP133
- 2017 SQ133
- 2017 SR133
- 2017 SS133
- 2017 ST133
- 2017 SV133
- 2017 SW133
- 2017 SX133
- 2017 SA134
- 2017 SC134
- 2017 SD134
- 2017 SE134
- 2017 SF134
- 2017 SG134
- 2017 SH134
- 2017 SJ134
- 2017 SM134
- 2017 SN134
- 2017 SO134
- 2017 SP134
- 2017 SQ134
- 2017 SU134
- 2017 SV134
- 2017 SW134
- 2017 SX134
- 2017 SY134
- 2017 SA135
- 2017 SC135
- 2017 SD135
- 2017 SF135
- 2017 SH135
- 2017 SK135
- 2017 SL135
- 2017 SN135
- 2017 SO135
- 2017 SP135
- 2017 SQ135
- 2017 SR135
- 2017 SS135
- 2017 ST135
- 2017 SU135
- 2017 SV135
- 2017 SX135
- 2017 SY135
- 2017 SZ135
- 2017 SA136
- 2017 SB136
- 2017 SC136
- 2017 SE136
- 2017 SF136
- 2017 SG136
- 2017 SH136
- 2017 SK136
- 2017 SL136
- 2017 SM136
- 2017 SP136
- 2017 SR136
- 2017 SS136
- 2017 ST136
- 2017 SU136
- 2017 SV136
- 2017 SX136
- 2017 SY136
- 2017 SZ136
- 2017 SA137
- 2017 SB137
- 2017 SC137
- 2017 SD137
- 2017 SG137
- 2017 SH137
- 2017 SK137
- 2017 SL137
- 2017 SM137
- 2017 SO137
- 2017 SP137
- 2017 SQ137
- 2017 SR137
- 2017 SS137
- 2017 ST137
- 2017 SU137
- 2017 SV137
- 2017 SX137
- 2017 SY137
- 2017 SZ137
- 2017 SC138
- 2017 SD138
- 2017 SE138
- 2017 SG138
- 2017 SH138
- 2017 SK138
- 2017 SL138
- 2017 SM138
- 2017 SN138
- 2017 SO138
- 2017 SP138
- 2017 SQ138
- 2017 SR138
- 2017 SS138
- 2017 ST138
- 2017 SU138
- 2017 SW138
- 2017 SX138
- 2017 SY138
- 2017 SZ138
- 2017 SA139
- 2017 SB139
- 2017 SC139
- 2017 SD139
- 2017 SE139
- 2017 SF139
- 2017 SH139
- 2017 SJ139
- 2017 SK139
- 2017 SM139
- 2017 SN139
- 2017 SO139
- 2017 SP139
- 2017 SQ139
- 2017 SR139
- 2017 SS139
- 2017 ST139
- 2017 SV139
- 2017 SW139
- 2017 SX139
- 2017 SY139
- 2017 SZ139
- 2017 SA140
- 2017 SB140
- 2017 SC140
- 2017 SD140
- 2017 SE140
- 2017 SG140
- 2017 SJ140
- 2017 SL140
- 2017 SM140
- 2017 SN140
- 2017 SO140
- 2017 SP140
- 2017 SQ140
- 2017 SR140
- 2017 SS140
- 2017 ST140
- 2017 SU140
- 2017 SV140
- 2017 SW140
- 2017 SX140
- 2017 SY140
- 2017 SZ140
- 2017 SA141
- 2017 SB141
- 2017 SC141
- 2017 SD141
- 2017 SE141
- 2017 SF141
- 2017 SG141
- 2017 SJ141
- 2017 SK141
- 2017 SL141
- 2017 SM141
- 2017 SN141
- 2017 SO141
- 2017 SP141
- 2017 SQ141
- 2017 SR141
- 2017 SS141
- 2017 SU141
- 2017 SV141
- 2017 SW141
- 2017 SX141
- 2017 SY141
- 2017 SA142
- 2017 SB142
- 2017 SC142
- 2017 SE142
- 2017 SF142
- 2017 SG142
- 2017 SH142
- 2017 SJ142
- 2017 SK142
- 2017 SL142
- 2017 SM142
- 2017 SN142
- 2017 SO142
- 2017 SP142
- 2017 SQ142
- 2017 SR142
- 2017 ST142
- 2017 SU142
- 2017 SV142
- 2017 SW142
- 2017 SX142
- 2017 SY142
- 2017 SZ142
- 2017 SA143
- 2017 SB143
- 2017 SC143
- 2017 SD143
- 2017 SE143
- 2017 SF143
- 2017 SG143
- 2017 SH143
- 2017 SJ143
- 2017 SK143
- 2017 SL143
- 2017 SM143
- 2017 SN143
- 2017 SO143
- 2017 SP143
- 2017 SR143
- 2017 SS143
- 2017 ST143
- 2017 SU143
- 2017 SV143
- 2017 SW143
- 2017 SZ143
- 2017 SA144
- 2017 SC144
- 2017 SD144
- 2017 SE144
- 2017 SG144
- 2017 SH144
- 2017 SJ144
- 2017 SK144
- 2017 SL144
- 2017 SM144
- 2017 SN144
- 2017 SO144
- 2017 SP144
- 2017 SQ144
- 2017 SS144
- 2017 ST144
- 2017 SU144
- 2017 SV144
- 2017 SW144
- 2017 SY144
- 2017 SZ144
- 2017 SB145
- 2017 SC145
- 2017 SD145
- 2017 SE145
- 2017 SF145
- 2017 SG145
- 2017 SH145
- 2017 SK145
- 2017 SL145
- 2017 SM145
- 2017 SN145
- 2017 SO145
- 2017 SP145
- 2017 SQ145
- 2017 SR145
- 2017 SS145
- 2017 ST145
- 2017 SU145
- 2017 SV145
- 2017 SW145
- 2017 SX145
- 2017 SY145
- 2017 SZ145
- 2017 SA146
- 2017 SB146
- 2017 SC146
- 2017 SD146
- 2017 SE146
- 2017 SG146
- 2017 SH146
- 2017 SJ146
- 2017 SK146
- 2017 SL146
- 2017 SM146
- 2017 SN146
- 2017 SO146
- 2017 SP146
- 2017 SQ146
- 2017 SR146
- 2017 SS146
- 2017 SU146
- 2017 SV146
- 2017 SW146
- 2017 SX146
- 2017 SY146
- 2017 SZ146
- 2017 SA147
- 2017 SB147
- 2017 SC147
- 2017 SD147
- 2017 SE147
- 2017 SF147
- 2017 SG147
- 2017 SH147
- 2017 SJ147
- 2017 SL147
- 2017 SM147
- 2017 SN147
- 2017 SO147
- 2017 SP147
- 2017 SQ147
- 2017 SR147
- 2017 SS147
- 2017 ST147
- 2017 SU147
- 2017 SV147
- 2017 SW147
- 2017 SX147
- 2017 SY147
- 2017 SZ147
- 2017 SA148
- 2017 SB148
- 2017 SC148
- 2017 SD148
- 2017 SE148
- 2017 SF148
- 2017 SG148
- 2017 SH148
- 2017 SJ148
- 2017 SK148
- 2017 SL148
- 2017 SN148
- 2017 SO148
- 2017 SP148
- 2017 SQ148
- 2017 SR148
- 2017 SS148
- 2017 ST148
- 2017 SU148
- 2017 SV148
- 2017 SW148
- 2017 SX148
- 2017 SY148
- 2017 SZ148
- 2017 SA149
- 2017 SC149
- 2017 SD149
- 2017 SE149
- 2017 SF149
- 2017 SG149
- 2017 SH149
- 2017 SJ149
- 2017 SK149
- 2017 SL149
- 2017 SM149
- 2017 SN149
- 2017 SO149
- 2017 SP149
- 2017 SQ149
- 2017 SR149
- 2017 SS149
- 2017 ST149
- 2017 SU149
- 2017 SV149
- 2017 SW149
- 2017 SY149
- 2017 SZ149
- 2017 SA150
- 2017 SB150
- 2017 SC150
- 2017 SD150
- 2017 SE150
- 2017 SF150
- 2017 SH150
- 2017 SJ150
- 2017 SK150
- 2017 SL150
- 2017 SM150
- 2017 SN150
- 2017 SO150
- 2017 SQ150
- 2017 SS150
- 2017 ST150
- 2017 SU150
- 2017 SV150
- 2017 SW150
- 2017 SX150
- 2017 SY150
- 2017 SZ150
- 2017 SA151
- 2017 SB151
- 2017 SC151
- 2017 SD151
- 2017 SE151
- 2017 SF151
- 2017 SG151
- 2017 SH151
- 2017 SJ151
- 2017 SK151
- 2017 SL151
- 2017 SM151
- 2017 SO151
- 2017 SQ151
- 2017 SR151
- 2017 ST151
- 2017 SU151
- 2017 SW151
- 2017 SZ151
- 2017 SA152
- 2017 SB152
- 2017 SC152
- 2017 SD152
- 2017 SE152
- 2017 SF152
- 2017 SG152
- 2017 SH152
- 2017 SL152
- 2017 SM152
- 2017 SN152
- 2017 SO152
- 2017 SP152
- 2017 SQ152
- 2017 SR152
- 2017 SS152
- 2017 ST152
- 2017 SU152
- 2017 SW152
- 2017 SX152
- 2017 SY152
- 2017 SZ152
- 2017 SA153
- 2017 SB153
- 2017 SC153
- 2017 SD153
- 2017 SG153
- 2017 SH153
- 2017 SJ153
- 2017 SK153
- 2017 SL153
- 2017 SM153
- 2017 SN153
- 2017 SO153
- 2017 SP153
- 2017 SQ153
- 2017 SR153
- 2017 SS153
- 2017 ST153
- 2017 SU153
- 2017 SV153
- 2017 SW153
- 2017 SX153
- 2017 SY153
- 2017 SZ153
- 2017 SA154
- 2017 SB154
- 2017 SC154
- 2017 SD154
- 2017 SE154
- 2017 SG154
- 2017 SH154
- 2017 SJ154
- 2017 SK154
- 2017 SL154
- 2017 SM154
- 2017 SN154
- 2017 SO154
- 2017 SP154
- 2017 SQ154
- 2017 SR154
- 2017 SS154
- 2017 ST154
- 2017 SU154
- 2017 SW154
- 2017 SX154
- 2017 SY154
- 2017 SZ154
- 2017 SA155
- 2017 SB155
- 2017 SC155
- 2017 SD155
- 2017 SE155
- 2017 SG155
- 2017 SH155
- 2017 SJ155
- 2017 SK155
- 2017 SL155
- 2017 SM155
- 2017 SN155
- 2017 SO155
- 2017 SQ155
- 2017 SR155
- 2017 SS155
- 2017 ST155
- 2017 SU155
- 2017 SV155
- 2017 SW155
- 2017 SX155
- 2017 SY155
- 2017 SZ155
- 2017 SA156
- 2017 SB156
- 2017 SC156
- 2017 SD156
- 2017 SF156
- 2017 SG156
- 2017 SH156
- 2017 SJ156
- 2017 SK156
- 2017 SL156
- 2017 SM156
- 2017 SN156
- 2017 SO156
- 2017 SP156
- 2017 SQ156
- 2017 SR156
- 2017 SS156
- 2017 ST156
- 2017 SU156
- 2017 SV156
- 2017 SW156
- 2017 SX156
- 2017 SY156
- 2017 SZ156
- 2017 SA157
- 2017 SB157
- 2017 SC157
- 2017 SD157
- 2017 SE157
- 2017 SG157
- 2017 SJ157
- 2017 SK157
- 2017 SL157
- 2017 SM157
- 2017 SN157
- 2017 SO157
- 2017 SP157
- 2017 SR157
- 2017 SU157
- 2017 SV157
- 2017 SW157
- 2017 SX157
- 2017 SY157
- 2017 SZ157
- 2017 SA158
- 2017 SB158
- 2017 SD158
- 2017 SE158
- 2017 SF158
- 2017 SG158
- 2017 SH158
- 2017 SJ158
- 2017 SK158
- 2017 SL158
- 2017 SM158
- 2017 SN158
- 2017 SO158
- 2017 SR158
- 2017 SS158
- 2017 SU158
- 2017 SW158
- 2017 SX158
- 2017 SY158
- 2017 SZ158
- 2017 SA159
- 2017 SB159
- 2017 SC159
- 2017 SD159
- 2017 SE159
- 2017 SF159
- 2017 SG159
- 2017 SH159
- 2017 SJ159
- 2017 SK159
- 2017 SL159
- 2017 SO159
- 2017 SP159
- 2017 SR159
- 2017 SS159
- 2017 ST159
- 2017 SU159
- 2017 SV159
- 2017 SW159
- 2017 SX159
- 2017 SY159
- 2017 SZ159
- 2017 SA160
- 2017 SB160
- 2017 SC160
- 2017 SD160
- 2017 SE160
- 2017 SF160
- 2017 SG160
- 2017 SH160
- 2017 SJ160
- 2017 SK160
- 2017 SL160
- 2017 SM160
- 2017 SN160
- 2017 SO160
- 2017 SP160
- 2017 SQ160
- 2017 SR160
- 2017 SS160
- 2017 ST160
- 2017 SU160
- 2017 SV160
- 2017 SW160
- 2017 SY160
- 2017 SZ160
- 2017 SB161
- 2017 SC161
- 2017 SD161
- 2017 SE161
- 2017 SF161
- 2017 SG161
- 2017 SH161
- 2017 SJ161
- 2017 SK161
- 2017 SL161
- 2017 SM161
- 2017 SN161
- 2017 SO161
- 2017 SP161
- 2017 SR161
- 2017 SS161
- 2017 ST161
- 2017 SU161
- 2017 SV161
- 2017 SW161
- 2017 SX161
- 2017 SY161
- 2017 SZ161
- 2017 SA162
- 2017 SB162
- 2017 SC162
- 2017 SD162
- 2017 SF162
- 2017 SG162
- 2017 SH162
- 2017 SJ162
- 2017 SK162
- 2017 SM162
- 2017 SN162
- 2017 SO162
- 2017 SP162
- 2017 SQ162
- 2017 SR162
- 2017 SS162
- 2017 ST162
- 2017 SU162
- 2017 SV162
- 2017 SW162
- 2017 SX162
- 2017 SY162
- 2017 SZ162
- 2017 SA163
- 2017 SB163
- 2017 SC163
- 2017 SD163
- 2017 SE163
- 2017 SF163
- 2017 SG163
- 2017 SH163
- 2017 SJ163
- 2017 SK163
- 2017 SL163
- 2017 SM163
- 2017 SN163
- 2017 SO163
- 2017 SP163
- 2017 SQ163
- 2017 SR163
- 2017 SS163
- 2017 ST163
- 2017 SW163
- 2017 SX163
- 2017 SY163
- 2017 SZ163
- 2017 SA164
- 2017 SB164
- 2017 SC164
- 2017 SD164
- 2017 SE164
- 2017 SF164
- 2017 SG164
- 2017 SH164
- 2017 SJ164
- 2017 SK164
- 2017 SL164
- 2017 SM164
- 2017 SN164
- 2017 SO164
- 2017 SP164
- 2017 SR164
- 2017 SS164
- 2017 ST164
- 2017 SU164
- 2017 SV164
- 2017 SW164
- 2017 SX164
- 2017 SY164
- 2017 SZ164
- 2017 SA165
- 2017 SB165
- 2017 SC165
- 2017 SD165
- 2017 SE165
- 2017 SF165
- 2017 SG165
- 2017 SH165
- 2017 SJ165
- 2017 SL165
- 2017 SM165
- 2017 SN165
- 2017 SO165
- 2017 SQ165
- 2017 SR165
- 2017 SS165
- 2017 ST165
- 2017 SU165
- 2017 SV165
- 2017 SW165
- 2017 SX165
- 2017 SY165
- 2017 SZ165
- 2017 SB166
- 2017 SC166
- 2017 SD166
- 2017 SE166
- 2017 SF166
- 2017 SG166
- 2017 SH166
- 2017 SJ166
- 2017 SK166
- 2017 SL166
- 2017 SM166
- 2017 SN166
- 2017 SO166
- 2017 SP166
- 2017 SQ166
- 2017 SR166
- 2017 SS166
- 2017 ST166
- 2017 SU166
- 2017 SV166
- 2017 SW166
- 2017 SX166
- 2017 SY166
- 2017 SZ166
- 2017 SA167
- 2017 SB167
- 2017 SC167
- 2017 SD167
- 2017 SE167
- 2017 SF167
- 2017 SG167
- 2017 SH167
- 2017 SK167
- 2017 SL167
- 2017 SM167
- 2017 SN167
- 2017 SO167
- 2017 SP167
- 2017 SQ167
- 2017 SR167
- 2017 SS167
- 2017 ST167
- 2017 SU167
- 2017 SV167
- 2017 SW167
- 2017 SX167
- 2017 SY167
- 2017 SZ167
- 2017 SA168
- 2017 SB168
- 2017 SC168
- 2017 SD168
- 2017 SE168
- 2017 SF168
- 2017 SG168
- 2017 SH168
- 2017 SJ168
- 2017 SK168
- 2017 SM168
- 2017 SN168
- 2017 SO168
- 2017 SQ168
- 2017 SR168
- 2017 SS168
- 2017 ST168
- 2017 SU168
- 2017 SV168
- 2017 SX168
- 2017 SY168
- 2017 SZ168
- 2017 SB169
- 2017 SC169
- 2017 SD169
- 2017 SE169
- 2017 SF169
- 2017 SG169
- 2017 SH169
- 2017 SJ169
- 2017 SK169
- 2017 SL169
- 2017 SM169
- 2017 SN169
- 2017 SO169
- 2017 SP169
- 2017 SQ169
- 2017 SR169
- 2017 SS169
- 2017 ST169
- 2017 SU169
- 2017 SW169
- 2017 SX169
- 2017 SY169
- 2017 SZ169
- 2017 SA170
- 2017 SB170
- 2017 SC170
- 2017 SD170
- 2017 SE170
- 2017 SF170
- 2017 SG170
- 2017 SH170
- 2017 SJ170
- 2017 SK170
- 2017 SL170
- 2017 SM170
- 2017 SN170
- 2017 SO170
- 2017 SP170
- 2017 SQ170
- 2017 SR170
- 2017 SS170
- 2017 ST170
- 2017 SV170
- 2017 SW170
- 2017 SX170
- 2017 SY170
- 2017 SZ170
- 2017 SA171
- 2017 SB171
- 2017 SC171
- 2017 SD171
- 2017 SE171
- 2017 SF171
- 2017 SG171
- 2017 SH171
- 2017 SJ171
- 2017 SK171
- 2017 SL171
- 2017 SM171
- 2017 SN171
- 2017 SO171
- 2017 SP171
- 2017 SQ171
- 2017 SR171
- 2017 SS171
- 2017 ST171
- 2017 SU171
- 2017 SV171
- 2017 SW171
- 2017 SX171
- 2017 SY171
- 2017 SZ171
- 2017 SA172
- 2017 SB172
- 2017 SC172
- 2017 SD172
- 2017 SE172
- 2017 SF172
- 2017 SG172
- 2017 SH172
- 2017 SJ172
- 2017 SK172
- 2017 SL172
- 2017 SN172
- 2017 SO172
- 2017 SP172
- 2017 SQ172
- 2017 SS172
- 2017 SU172
- 2017 SV172
- 2017 SW172
- 2017 SX172
- 2017 SY172
- 2017 SA173
- 2017 SB173
- 2017 SC173
- 2017 SD173
- 2017 SE173
- 2017 SF173
- 2017 SG173
- 2017 SH173
- 2017 SL173
- 2017 SM173
- 2017 SN173
- 2017 SO173
- 2017 SP173
- 2017 SQ173
- 2017 SR173
- 2017 SS173
- 2017 ST173
- 2017 SU173
- 2017 SV173
- 2017 SW173
- 2017 SX173
- 2017 SY173
- 2017 SZ173
- 2017 SB174
- 2017 SC174
- 2017 SD174
- 2017 SE174
- 2017 SF174
- 2017 SG174
- 2017 SH174
- 2017 SK174
- 2017 SL174
- 2017 SM174
- 2017 SN174
- 2017 SO174
- 2017 SP174
- 2017 SQ174
- 2017 SR174
- 2017 ST174
- 2017 SU174
- 2017 SV174
- 2017 SW174
- 2017 SY174
- 2017 SZ174
- 2017 SA175
- 2017 SB175
- 2017 SC175
- 2017 SE175
- 2017 SF175
- 2017 SG175
- 2017 SH175
- 2017 SJ175
- 2017 SK175
- 2017 SL175
- 2017 SM175
- 2017 SN175
- 2017 SO175
- 2017 SP175
- 2017 SQ175
- 2017 SR175
- 2017 SS175
- 2017 ST175
- 2017 SU175
- 2017 SV175
- 2017 SW175
- 2017 SX175
- 2017 SY175
- 2017 SZ175
- 2017 SA176
- 2017 SB176
- 2017 SC176
- 2017 SD176
- 2017 SE176
- 2017 SF176
- 2017 SG176
- 2017 SH176
- 2017 SJ176
- 2017 SK176
- 2017 SL176
- 2017 SM176
- 2017 SN176
- 2017 SO176
- 2017 SP176
- 2017 SQ176
- 2017 SR176
- 2017 SS176
- 2017 ST176
- 2017 SU176
- 2017 SV176
- 2017 SW176
- 2017 SX176
- 2017 SY176
- 2017 SZ176
- 2017 SA177
- 2017 SB177
- 2017 SC177
- 2017 SD177
- 2017 SE177
- 2017 SF177
- 2017 SG177
- 2017 SH177
- 2017 SJ177
- 2017 SK177
- 2017 SL177
- 2017 SM177
- 2017 SN177
- 2017 SO177
- 2017 SP177
- 2017 SQ177
- 2017 SR177
- 2017 SS177
- 2017 ST177
- 2017 SU177
- 2017 SV177
- 2017 SW177
- 2017 SX177
- 2017 SY177
- 2017 SZ177
- 2017 SA178
- 2017 SB178
- 2017 SD178
- 2017 SE178
- 2017 SF178
- 2017 SG178
- 2017 SH178
- 2017 SJ178
- 2017 SK178
- 2017 SL178
- 2017 SM178
- 2017 SN178
- 2017 SP178
- 2017 SQ178
- 2017 SR178
- 2017 SS178
- 2017 ST178
- 2017 SU178
- 2017 SV178
- 2017 SW178
- 2017 SX178
- 2017 SY178
- 2017 SZ178
- 2017 SA179
- 2017 SB179
- 2017 SC179
- 2017 SD179
- 2017 SE179
- 2017 SF179
- 2017 SG179
- 2017 SH179
- 2017 SJ179
- 2017 SK179
- 2017 SL179
- 2017 SM179
- 2017 SN179
- 2017 SO179
- 2017 SP179
- 2017 SQ179
- 2017 SR179
- 2017 SS179
- 2017 ST179
- 2017 SU179
- 2017 SV179
- 2017 SW179
- 2017 SX179
- 2017 SY179
- 2017 SZ179
- 2017 SA180
- 2017 SC180
- 2017 SD180
- 2017 SE180
- 2017 SF180
- 2017 SG180
- 2017 SH180
- 2017 SJ180
- 2017 SK180
- 2017 SL180
- 2017 SM180
- 2017 SO180
- 2017 SP180
- 2017 SQ180
- 2017 SR180
- 2017 SS180
- 2017 ST180
- 2017 SU180
- 2017 SV180
- 2017 SW180
- 2017 SX180
- 2017 SY180
- 2017 SZ180
- 2017 SB181
- 2017 SC181
- 2017 SD181
- 2017 SE181
- 2017 SF181
- 2017 SG181
- 2017 SH181
- 2017 SJ181
- 2017 SK181
- 2017 SL181
- 2017 SN181
- 2017 SO181
- 2017 SP181
- 2017 SQ181
- 2017 SR181
- 2017 SS181
- 2017 ST181
- 2017 SU181
- 2017 SV181
- 2017 SW181
- 2017 SX181
- 2017 SY181
- 2017 SZ181
- 2017 SA182
- 2017 SB182
- 2017 SC182
- 2017 SD182
- 2017 SE182
- 2017 SF182
- 2017 SG182
- 2017 SH182
- 2017 SJ182
- 2017 SK182
- 2017 SL182
- 2017 SM182
- 2017 SN182
- 2017 SO182
- 2017 SP182
- 2017 SQ182
- 2017 SR182
- 2017 SS182
- 2017 ST182
- 2017 SU182
- 2017 SV182
- 2017 SW182
- 2017 SX182
- 2017 SY182
- 2017 SZ182
- 2017 SA183
- 2017 SC183
- 2017 SD183
- 2017 SE183
- 2017 SF183
- 2017 SG183
- 2017 SJ183
- 2017 SK183
- 2017 SL183
- 2017 SM183
- 2017 SN183
- 2017 SP183
- 2017 SQ183
- 2017 SR183
- 2017 SS183
- 2017 ST183
- 2017 SU183
- 2017 SV183
- 2017 SW183
- 2017 SX183
- 2017 SY183
- 2017 SZ183
- 2017 SA184
- 2017 SB184
- 2017 SC184
- 2017 SD184
- 2017 SE184
- 2017 SF184
- 2017 SG184
- 2017 SH184
- 2017 SJ184
- 2017 SK184
- 2017 SL184
- 2017 SM184
- 2017 SN184
- 2017 SO184
- 2017 SP184
- 2017 SQ184
- 2017 SR184
- 2017 SS184
- 2017 ST184
- 2017 SU184
- 2017 SV184
- 2017 SW184
- 2017 SX184
- 2017 SZ184
- 2017 SA185
- 2017 SB185
- 2017 SC185
- 2017 SD185
- 2017 SE185
- 2017 SF185
- 2017 SG185
- 2017 SH185
- 2017 SJ185
- 2017 SK185
- 2017 SL185
- 2017 SM185
- 2017 SN185
- 2017 SO185
- 2017 SP185
- 2017 SQ185
- 2017 SR185
- 2017 SS185
- 2017 ST185
- 2017 SU185
- 2017 SV185
- 2017 SW185
- 2017 SX185
- 2017 SY185
- 2017 SZ185
- 2017 SA186
- 2017 SB186
- 2017 SC186
- 2017 SD186
- 2017 SE186
- 2017 SG186
- 2017 SJ186
- 2017 SL186
- 2017 SM186
- 2017 SN186
- 2017 SO186
- 2017 SP186
- 2017 SQ186
- 2017 SR186
- 2017 SS186
- 2017 ST186
- 2017 SU186
- 2017 SV186
- 2017 SX186
- 2017 SY186
- 2017 SZ186
- 2017 SA187
- 2017 SC187
- 2017 SD187
- 2017 SE187
- 2017 SF187
- 2017 SH187
- 2017 SJ187
- 2017 SK187
- 2017 SL187
- 2017 SM187
- 2017 SO187
- 2017 SP187
- 2017 SQ187
- 2017 SR187
- 2017 SS187
- 2017 ST187
- 2017 SU187
- 2017 SV187
- 2017 SW187
- 2017 SX187
- 2017 SY187
- 2017 SZ187
- 2017 SA188
- 2017 SC188
- 2017 SD188
- 2017 SE188
- 2017 SF188
- 2017 SG188
- 2017 SH188
- 2017 SL188
- 2017 SO188
- 2017 SP188
- 2017 SQ188
- 2017 SR188
- 2017 SS188
- 2017 SV188
- 2017 SY188
- 2017 SA189
- 2017 SD189
- 2017 SE189
- 2017 SJ189
- 2017 SN189
- 2017 SP189
- 2017 SQ189
- 2017 SS189
- 2017 SV189
- 2017 SY189
- 2017 SZ189
- 2017 SA190
- 2017 SB190
- 2017 SC190
- 2017 SE190
- 2017 SG190
- 2017 SH190
- 2017 SM190
- 2017 SP190
- 2017 SR190
- 2017 SS190
- 2017 SU190
- 2017 SV190
- 2017 SW190
- 2017 SX190
- 2017 SY190
- 2017 SZ190
- 2017 SA191
- 2017 SB191
- 2017 SC191
- 2017 SD191
- 2017 SE191
- 2017 SG191
- 2017 SH191
- 2017 SJ191
- 2017 SK191
- 2017 SL191
- 2017 SM191
- 2017 SN191
- 2017 SP191
- 2017 SQ191
- 2017 SR191
- 2017 SS191
- 2017 ST191
- 2017 SU191
- 2017 SV191
- 2017 SW191
- 2017 SX191
- 2017 SY191
- 2017 SZ191
- 2017 SA192
- 2017 SB192
- 2017 SC192
- 2017 SD192
- 2017 SE192
- 2017 SF192
- 2017 SG192
- 2017 SL192
- 2017 SN192
- 2017 SQ192
- 2017 SS192
- 2017 ST192
- 2017 SU192
- 2017 SV192
- 2017 SX192
- 2017 SZ192
- 2017 SA193
- 2017 SB193
- 2017 SC193
- 2017 SD193
- 2017 SE193
- 2017 SF193
- 2017 SG193
- 2017 SH193
- 2017 SJ193
- 2017 SK193
- 2017 SL193
- 2017 SM193
- 2017 SN193
- 2017 SO193
- 2017 SP193
- 2017 SQ193
- 2017 SR193
- 2017 SS193
- 2017 ST193
- 2017 SU193
- 2017 SV193
- 2017 SW193
- 2017 SX193
- 2017 SY193
- 2017 SA194
- 2017 SC194
- 2017 SD194
- 2017 SE194
- 2017 SG194
- 2017 SH194
- 2017 SK194
- 2017 SM194
- 2017 SN194
- 2017 SO194
- 2017 SP194
- 2017 SQ194
- 2017 SR194
- 2017 SS194
- 2017 ST194
- 2017 SV194
- 2017 SW194
- 2017 SX194
- 2017 SY194
- 2017 SB195
- 2017 SC195
- 2017 SD195
- 2017 SE195
- 2017 SF195
- 2017 SG195
- 2017 SH195
- 2017 SJ195
- 2017 SK195
- 2017 SL195
- 2017 SM195
- 2017 SN195
- 2017 SO195
- 2017 SP195
- 2017 SQ195
- 2017 SS195
- 2017 SX195
- 2017 SY195
- 2017 SA196
- 2017 SB196
- 2017 SC196
- 2017 SE196
- 2017 SF196
- 2017 SG196
- 2017 SH196
- 2017 SJ196
- 2017 SL196
- 2017 SN196
- 2017 SO196
- 2017 SX196
- 2017 SB197
- 2017 SD197
- 2017 SG197
- 2017 SL197
- 2017 SM197
- 2017 SN197
- 2017 SO197
- 2017 SP197
- 2017 SQ197
- 2017 SS197
- 2017 ST197
- 2017 SU197
- 2017 SV197
- 2017 SM198
- 2017 SQ199
- 2017 SW199
- 2017 SX199
- 2017 SB200
- 2017 SC200
- 2017 SK200
- 2017 SM200
- 2017 SO200
- 2017 SS200
- 2017 SY200
- 2017 SD201
- 2017 SG201
- 2017 SH201
- 2017 SK201
- 2017 SO201
- 2017 SR201
- 2017 SW201
- 2017 SA202
- 2017 SC202
- 2017 SE202
- 2017 SF202
- 2017 SG202
- 2017 SH202
- 2017 SK202
- 2017 SM202
- 2017 SN202
- 2017 SP202
- 2017 SQ202
- 2017 SR202
- 2017 SS202
- 2017 SV202
- 2017 SW202
- 2017 SX202
- 2017 SY202
- 2017 SD203
- 2017 SF203
- 2017 SH203
- 2017 SJ203
- 2017 SK203
- 2017 SM203
- 2017 SN203
- 2017 SO203
- 2017 SQ203
- 2017 SR203
- 2017 SV203
- 2017 SW203
- 2017 SG204
- 2017 SJ204
- 2017 SN204
- 2017 SR204
- 2017 SS204
- 2017 SX204
- 2017 SY204
- 2017 SZ204
- 2017 SB205
- 2017 SD205
- 2017 SE205
- 2017 SF205
- 2017 SG205
- 2017 SH205
- 2017 SK205
- 2017 SL205
- 2017 SN205
- 2017 SO205
- 2017 SP205
- 2017 SR205
- 2017 SS205
- 2017 SU205
- 2017 SV205
- 2017 SW205
- 2017 SZ205
- 2017 SA206
- 2017 SD206
- 2017 SE206
- 2017 SF206
- 2017 SJ206
- 2017 SK206
- 2017 SL206
- 2017 SN206
- 2017 SO206
- 2017 SP206
- 2017 SR206
- 2017 SV206
- 2017 SW206
- 2017 SY206
- 2017 SC207
- 2017 SD207
- 2017 SE207
- 2017 SF207
- 2017 SG207
- 2017 SH207
- 2017 SJ207
- 2017 SN207
- 2017 SO207
- 2017 SP207
- 2017 SR207
- 2017 SS207
- 2017 SV207
- 2017 SW207
- 2017 SX207
- 2017 SY207
- 2017 SZ207
- 2017 SB208
- 2017 SC208
- 2017 SD208
- 2017 SE208
- 2017 SF208
- 2017 SG208
- 2017 SJ208
- 2017 SQ208
- 2017 SU208
- 2017 SV208
- 2017 SW208
- 2017 SC209
- 2017 SH209
- 2017 SK209
- 2017 SL209
- 2017 SO209
- 2017 SQ209
- 2017 ST209
- 2017 SU209
- 2017 SW209
- 2017 SX209
- 2017 SZ209
- 2017 SB210
- 2017 SC210
- 2017 SD210
- 2017 SH210
- 2017 SL210
- 2017 SO210
- 2017 SQ210
- 2017 SS210
- 2017 SZ210
- 2017 SA211
- 2017 SB211
- 2017 SC211
- 2017 SF211
- 2017 SH211
- 2017 SJ211
- 2017 SK211
- 2017 SL211
- 2017 SM211
- 2017 SO211
- 2017 SP211
- 2017 SQ211
- 2017 SR211
- 2017 SS211
- 2017 SW211
- 2017 SX211
- 2017 SZ211
- 2017 SA212
- 2017 SB212
- 2017 SC212
- 2017 SD212
- 2017 SE212
- 2017 SF212
- 2017 SG212
- 2017 SJ212
- 2017 SK212
- 2017 SL212
- 2017 SM212
- 2017 SO212
- 2017 SP212
- 2017 SQ212
- 2017 SR212
- 2017 SS212
- 2017 ST212
- 2017 SU212
- 2017 SX212
- 2017 SY212
- 2017 SC213
- 2017 SD213
- 2017 SE213
- 2017 SF213
- 2017 SH213
- 2017 SJ213
- 2017 SK213
- 2017 SL213
- 2017 SM213
- 2017 SN213
- 2017 SO213
- 2017 SP213
- 2017 SQ213
- 2017 SR213
- 2017 SS213
- 2017 ST213
- 2017 SU213
- 2017 SV213
- 2017 SW213
- 2017 SX213
- 2017 SY213
- 2017 SZ213
- 2017 SA214
- 2017 SB214
- 2017 SC214
- 2017 SD214
- 2017 SF214
- 2017 SG214
- 2017 SH214
- 2017 SJ214
- 2017 SK214
- 2017 SL214
- 2017 SM214
- 2017 SN214
- 2017 SO214
- 2017 SP214
- 2017 SQ214
- 2017 SR214
- 2017 SS214
- 2017 ST214
- 2017 SU214
- 2017 SV214
- 2017 SW214
- 2017 SX214
- 2017 SY214
- 2017 SZ214
- 2017 SA215
- 2017 SB215
- 2017 SC215
- 2017 SE215
- 2017 SF215
- 2017 SG215
- 2017 SH215
- 2017 SJ215
- 2017 SK215
- 2017 SL215
- 2017 SM215
- 2017 SN215
- 2017 SO215
- 2017 SP215
- 2017 SQ215
- 2017 SR215
- 2017 ST215
- 2017 SU215
- 2017 SV215
- 2017 SW215
- 2017 SX215
- 2017 SY215
- 2017 SZ215
- 2017 SA216
- 2017 SB216
- 2017 SC216
- 2017 SD216
- 2017 SE216
- 2017 SF216
- 2017 SG216
- 2017 SH216
- 2017 SJ216
- 2017 SK216
- 2017 SL216
- 2017 SM216
- 2017 SN216
- 2017 SO216
- 2017 SP216
- 2017 SQ216
- 2017 SR216
- 2017 SS216
- 2017 ST216
- 2017 SU216
- 2017 SV216
- 2017 SW216
- 2017 SX216
- 2017 SY216
- 2017 SZ216
- 2017 SA217
- 2017 SB217
- 2017 SC217
- 2017 SD217
- 2017 SE217
- 2017 SF217
- 2017 SG217
- 2017 SH217
- 2017 SJ217
- 2017 SK217
- 2017 SL217
- 2017 SM217
- 2017 SN217
- 2017 SO217
- 2017 SP217
- 2017 SQ217
- 2017 SR217
- 2017 SS217
- 2017 ST217
- 2017 SV217
- 2017 SW217
- 2017 SX217
- 2017 SY217
- 2017 SZ217
- 2017 SA218
- 2017 SB218
- 2017 SG218
- 2017 SK218
- 2017 SM218
- 2017 SQ218
- 2017 SS218
- 2017 ST218
- 2017 SW218
- 2017 SY218
- 2017 SZ218
- 2017 SB219
- 2017 SC219
- 2017 SD219
- 2017 SE219
- 2017 SH219
- 2017 SJ219
- 2017 SK219
- 2017 SO219
- 2017 SS219
- 2017 ST219
- 2017 SU219
- 2017 SV219
- 2017 SW219
- 2017 SX219
- 2017 SY219
- 2017 SZ219
- 2017 SA220
- 2017 SB220
- 2017 SC220
- 2017 SD220
- 2017 SE220
- 2017 SG220
- 2017 SH220
- 2017 SJ220
- 2017 SK220
- 2017 SL220
- 2017 SM220
- 2017 SN220
- 2017 SP220
- 2017 SQ220
- 2017 SR220
- 2017 SS220
- 2017 ST220
- 2017 SU220
- 2017 SV220
- 2017 SW220
- 2017 SX220
- 2017 SY220
- 2017 SZ220
- 2017 SB221
- 2017 SC221
- 2017 SD221
- 2017 SE221
- 2017 SF221
- 2017 SH221
- 2017 SJ221
- 2017 SK221
- 2017 SL221
- 2017 SN221
- 2017 SO221
- 2017 SP221
- 2017 SQ221
- 2017 SR221
- 2017 SS221
- 2017 ST221
- 2017 SV221
- 2017 SW221
- 2017 SX221
- 2017 SY221
- 2017 SZ221
- 2017 SA222
- 2017 SB222
- 2017 SC222
- 2017 SD222
- 2017 SE222
- 2017 SG222
- 2017 SH222
- 2017 SJ222
- 2017 SK222
- 2017 SL222
- 2017 SM222
- 2017 SN222
- 2017 SO222
- 2017 SP222
- 2017 SQ222
- 2017 SR222
- 2017 SS222
- 2017 ST222
- 2017 SU222
- 2017 SW222
- 2017 SX222
- 2017 SY222
- 2017 SZ222
- 2017 SA223
- 2017 SB223
- 2017 SC223
- 2017 SD223
- 2017 SE223
- 2017 SF223
- 2017 SG223
- 2017 SH223
- 2017 SJ223
- 2017 SK223
- 2017 SL223
- 2017 SM223
- 2017 SN223
- 2017 SQ223
- 2017 ST223
- 2017 SV223
- 2017 SX223
- 2017 SY223
- 2017 SA224
- 2017 SB224
- 2017 SC224
- 2017 SD224
- 2017 SF224
- 2017 SH224
- 2017 SJ224
- 2017 SK224
- 2017 SM224
- 2017 SP224
- 2017 SQ224
- 2017 SS224
- 2017 SU224
- 2017 SV224
- 2017 SW224
- 2017 SY224
- 2017 SZ224
- 2017 SA225
- 2017 SB225
- 2017 SC225
- 2017 SD225
- 2017 SF225
- 2017 SH225
- 2017 SJ225
- 2017 SK225
- 2017 SL225
- 2017 SM225
- 2017 SN225
- 2017 SO225
- 2017 SP225
- 2017 SQ225
- 2017 SR225
- 2017 SS225
- 2017 SU225
- 2017 SV225
- 2017 SW225
- 2017 SZ225
- 2017 SA226
- 2017 SC226
- 2017 SD226
- 2017 SH226
- 2017 SL226
- 2017 SN226
- 2017 SO226
- 2017 SQ226
- 2017 SR226
- 2017 SS226
- 2017 ST226
- 2017 SW226
- 2017 SX226
- 2017 SY226
- 2017 SZ226
- 2017 SA227
- 2017 SF227
- 2017 SJ227
- 2017 SL227
- 2017 ST227
- 2017 SU227
- 2017 SV227
- 2017 SX227
- 2017 SY227
- 2017 SZ227
- 2017 SA228
- 2017 SB228
- 2017 SC228
- 2017 SD228
- 2017 SE228
- 2017 SG228
- 2017 SH228
- 2017 SJ228
- 2017 SK228
- 2017 SL228
- 2017 SM228
- 2017 SO228
- 2017 SP228
- 2017 SQ228
- 2017 SR228
- 2017 SS228
- 2017 ST228
- 2017 SU228
- 2017 SX228
- 2017 SY228
- 2017 SZ228
- 2017 SA229
- 2017 SB229
- 2017 SC229
- 2017 SD229
- 2017 SE229
- 2017 SF229
- 2017 SG229
- 2017 SH229
- 2017 SJ229
- 2017 SK229
- 2017 SL229
- 2017 SM229
- 2017 SN229
- 2017 SO229
- 2017 SP229
- 2017 SQ229
- 2017 SR229
- 2017 SS229
- 2017 ST229
- 2017 SU229
- 2017 SW229
- 2017 SX229
- 2017 SY229
- 2017 SZ229
- 2017 SA230
- 2017 SB230
- 2017 SC230
- 2017 SD230
- 2017 SE230
- 2017 SF230
- 2017 SG230
- 2017 SH230
- 2017 SJ230
- 2017 SK230
- 2017 SL230
- 2017 SM230
- 2017 SN230
- 2017 SO230
- 2017 SP230
- 2017 SQ230
- 2017 SR230
- 2017 SS230
- 2017 ST230
- 2017 SU230
- 2017 SV230
- 2017 SW230
- 2017 SX230
- 2017 SY230
- 2017 SZ230
- 2017 SA231
- 2017 SB231
- 2017 SC231
- 2017 SD231
- 2017 SE231
- 2017 SF231
- 2017 SG231
- 2017 SH231
- 2017 SJ231
- 2017 SK231
- 2017 SL231
- 2017 SM231
- 2017 SN231
- 2017 SO231
- 2017 SP231
- 2017 SQ231
- 2017 SR231
- 2017 SS231
- 2017 ST231
- 2017 SU231
- 2017 SV231
- 2017 SW231
- 2017 SX231
- 2017 SY231
- 2017 SZ231
- 2017 SA232
- 2017 SB232
- 2017 SC232
- 2017 SD232
- 2017 SE232
- 2017 SF232
- 2017 SG232
- 2017 SH232
- 2017 SJ232
- 2017 SK232
- 2017 SL232
- 2017 SM232
- 2017 SN232
- 2017 SO232
- 2017 SP232
- 2017 SQ232
- 2017 SR232
- 2017 SS232
- 2017 ST232
- 2017 SU232
- 2017 SV232
- 2017 SW232
- 2017 SX232
- 2017 SY232
- 2017 SZ232
- 2017 SB233
- 2017 SC233
- 2017 SD233
- 2017 SE233
- 2017 SF233
- 2017 SG233
- 2017 SH233
- 2017 SJ233
- 2017 SK233
- 2017 SL233
- 2017 SM233
- 2017 SN233
- 2017 SO233
- 2017 SP233
- 2017 SQ233
- 2017 SR233
- 2017 SS233
- 2017 ST233
- 2017 SU233
- 2017 SW233
- 2017 SA234
- 2017 SB234
- 2017 SC234
- 2017 SD234
- 2017 SE234
- 2017 SJ234
- 2017 SK234
- 2017 SL234
- 2017 SN234
- 2017 SO234
- 2017 SP234
- 2017 SQ234
- 2017 SR234
- 2017 ST234
- 2017 SU234
- 2017 SV234
- 2017 SY234
- 2017 SZ234
- 2017 SA235
- 2017 SB235
- 2017 SC235
- 2017 SD235
- 2017 SE235
- 2017 SF235
- 2017 SG235
- 2017 SH235
- 2017 SJ235
- 2017 SK235
- 2017 SL235
- 2017 SM235
- 2017 SN235
- 2017 SO235
- 2017 SP235
- 2017 SQ235
- 2017 SR235
- 2017 SS235
- 2017 ST235
- 2017 SU235
- 2017 SV235
- 2017 SW235
- 2017 SX235
- 2017 SY235
- 2017 SZ235
- 2017 SA236
- 2017 SC236
- 2017 SD236
- 2017 SE236
- 2017 SG236
- 2017 SH236
- 2017 SJ236
- 2017 SK236
- 2017 SL236
- 2017 SM236
- 2017 SN236
- 2017 SO236
- 2017 SP236
- 2017 SQ236
- 2017 SR236
- 2017 SS236
- 2017 ST236
- 2017 SU236
- 2017 SV236
- 2017 SW236
- 2017 SX236
- 2017 SY236
- 2017 SZ236
- 2017 SA237
- 2017 SB237
- 2017 SC237
- 2017 SD237
- 2017 SF237
- 2017 SG237
- 2017 SH237
- 2017 SJ237
- 2017 SK237
- 2017 SL237
- 2017 SM237
- 2017 SN237
- 2017 SO237
- 2017 SP237
- 2017 SQ237
- 2017 SR237
- 2017 SS237
- 2017 ST237
- 2017 SU237
- 2017 SV237
- 2017 SW237
- 2017 SX237
- 2017 SY237
- 2017 SA238
- 2017 SB238
- 2017 SC238
- 2017 SD238
- 2017 SE238
- 2017 SH238
- 2017 SJ238
- 2017 SK238
- 2017 SL238
- 2017 SM238
- 2017 SN238
- 2017 SO238
- 2017 SP238
- 2017 SQ238
- 2017 SR238
- 2017 SS238
- 2017 ST238
- 2017 SU238
- 2017 SV238
- 2017 SW238
- 2017 SX238
- 2017 SY238
- 2017 SZ238
- 2017 SA239
- 2017 SB239
- 2017 SC239
- 2017 SD239
- 2017 SE239
- 2017 SF239
- 2017 SG239
- 2017 SH239
- 2017 SJ239
- 2017 SK239
- 2017 SL239
- 2017 SM239
- 2017 SN239
- 2017 SO239
- 2017 SQ239
- 2017 SR239
- 2017 SS239
- 2017 SV239
- 2017 SY239
- 2017 SZ239
- 2017 SA240
- 2017 SB240
- 2017 SC240
- 2017 SD240
- 2017 SE240
- 2017 SF240
- 2017 SG240
- 2017 SH240
- 2017 SJ240
- 2017 SK240
- 2017 SL240
- 2017 SM240
- 2017 SN240
- 2017 SO240
- 2017 SP240
- 2017 SQ240
- 2017 SR240
- 2017 SS240
- 2017 ST240
- 2017 SU240
- 2017 SV240
- 2017 SW240
- 2017 SX240
- 2017 SY240
- 2017 SZ240
- 2017 SA241
- 2017 SB241
- 2017 SC241
- 2017 SD241
- 2017 SE241
- 2017 SF241
- 2017 SG241
- 2017 SH241
- 2017 SJ241
- 2017 SK241
- 2017 SL241
- 2017 SM241
- 2017 SN241
- 2017 SO241
- 2017 SP241
- 2017 SQ241
- 2017 SS241
- 2017 ST241
- 2017 SU241
- 2017 SV241
- 2017 SW241
- 2017 SY241
- 2017 SC242
- 2017 SD242
- 2017 SE242
- 2017 SF242
- 2017 SG242
- 2017 SJ242
- 2017 SK242
- 2017 SM242
- 2017 SP242
- 2017 SR242
- 2017 SS242
- 2017 SU242
- 2017 SV242
- 2017 SX242
- 2017 SY242
- 2017 SA243
- 2017 SB243
- 2017 SC243
- 2017 SD243
- 2017 SE243
- 2017 SF243
- 2017 SG243
- 2017 SH243
- 2017 SK243
- 2017 SM243
- 2017 SN243
- 2017 SO243
- 2017 SP243
- 2017 SQ243
- 2017 SR243
- 2017 SS243
- 2017 SU243
- 2017 SW243
- 2017 SX243
- 2017 SY243
- 2017 SA244
- 2017 SB244
- 2017 SC244
- 2017 SD244
- 2017 SF244
- 2017 SJ244
- 2017 SK244
- 2017 SL244
- 2017 SM244
- 2017 SO244
- 2017 SP244
- 2017 SQ244
- 2017 SR244
- 2017 SS244
- 2017 ST244
- 2017 SU244
- 2017 SV244
- 2017 SW244
- 2017 SX244
- 2017 SY244
- 2017 SZ244
- 2017 SA245
- 2017 SC245
- 2017 SD245
- 2017 SE245
- 2017 SF245
- 2017 SG245
- 2017 SH245
- 2017 SJ245
- 2017 SK245
- 2017 SL245
- 2017 SM245
- 2017 SN245
- 2017 SO245
- 2017 SP245
- 2017 SQ245
- 2017 SR245
- 2017 SS245
- 2017 ST245
- 2017 SU245
- 2017 SV245
- 2017 SW245
- 2017 SX245
- 2017 SY245
- 2017 SZ245
- 2017 SA246
- 2017 SB246
- 2017 SC246
- 2017 SD246
- 2017 SE246
- 2017 SG246
- 2017 SH246
- 2017 SJ246
- 2017 SK246
- 2017 SL246
- 2017 SM246
- 2017 SO246
- 2017 SP246
- 2017 SQ246
- 2017 SS246
- 2017 SU246
- 2017 SV246
- 2017 SW246
- 2017 SX246
- 2017 SY246
- 2017 SZ246
- 2017 SA247
- 2017 SB247
- 2017 SC247
- 2017 SD247
- 2017 SE247
- 2017 SF247
- 2017 SG247
- 2017 SL247
- 2017 SM247
- 2017 SN247
- 2017 SO247
- 2017 SS247
- 2017 SU247
- 2017 SV247
- 2017 SW247
- 2017 SX247
- 2017 SY247
- 2017 SA248
- 2017 SC248
- 2017 SD248
- 2017 SE248
- 2017 SF248
- 2017 SG248
- 2017 SH248
- 2017 SJ248
- 2017 SL248
- 2017 SM248
- 2017 SO248
- 2017 SP248
- 2017 SQ248
- 2017 SR248
- 2017 SS248
- 2017 ST248
- 2017 SU248
- 2017 SV248
- 2017 SW248
- 2017 SX248
- 2017 SY248
- 2017 SZ248
- 2017 SA249
- 2017 SB249
- 2017 SC249
- 2017 SD249
- 2017 SE249
- 2017 SF249
- 2017 SG249
- 2017 SH249
- 2017 SJ249
- 2017 SM249
- 2017 SN249
- 2017 SO249
- 2017 SQ249
- 2017 SR249
- 2017 ST249
- 2017 SX249
- 2017 SZ249
- 2017 SE250
- 2017 SH250
- 2017 SJ250
- 2017 SL250
- 2017 SM250
- 2017 SO250
- 2017 SS250
- 2017 ST250
- 2017 SU250
- 2017 SV250
- 2017 SW250
- 2017 SX250
- 2017 SY250
- 2017 SZ250
- 2017 SA251
- 2017 SB251
- 2017 SC251
- 2017 SD251
- 2017 SE251
- 2017 SF251
- 2017 SG251
- 2017 SH251
- 2017 SJ251
- 2017 SL251
- 2017 SN251
- 2017 SO251
- 2017 SQ251
- 2017 SR251
- 2017 SS251
- 2017 ST251
- 2017 SU251
- 2017 SV251
- 2017 SW251
- 2017 SX251
- 2017 SY251
- 2017 SZ251
- 2017 SA252
- 2017 SB252
- 2017 SC252
- 2017 SD252
- 2017 SE252
- 2017 SF252
- 2017 SG252
- 2017 SH252
- 2017 SJ252
- 2017 SK252
- 2017 SL252
- 2017 SM252
- 2017 SN252
- 2017 SP252
- 2017 SQ252
- 2017 SR252
- 2017 SS252
- 2017 SU252
- 2017 SV252
- 2017 SW252
- 2017 SX252
- 2017 SY252
- 2017 SZ252
- 2017 SB253
- 2017 SF253
- 2017 SG253
- 2017 SH253
- 2017 SU253
- 2017 SV253
- 2017 SW253
- 2017 SX253
- 2017 SY253
- 2017 SZ253
- 2017 SA254
- 2017 SB254
- 2017 SC254
- 2017 SD254
- 2017 SE254
- 2017 SF254
- 2017 SG254
- 2017 SH254
- 2017 SL254
- 2017 SN254
- 2017 SO254
- 2017 SP254
- 2017 SQ254
- 2017 SR254
- 2017 SS254
- 2017 SV254
- 2017 SW254
- 2017 SX254
- 2017 SZ254
- 2017 SA255
- 2017 SB255
- 2017 SD255
- 2017 SE255
- 2017 SG255
- 2017 SH255
- 2017 SK255
- 2017 SL255
- 2017 SM255
- 2017 SN255
- 2017 SQ255
- 2017 SR255
- 2017 SS255
- 2017 ST255
- 2017 SU255
- 2017 SV255
- 2017 SW255
- 2017 SY255
- 2017 SA256
- 2017 SC256
- 2017 SD256
- 2017 SE256
- 2017 SF256
- 2017 SG256
- 2017 SJ256
- 2017 SK256
- 2017 SM256
- 2017 SO256
- 2017 SQ256
- 2017 SS256
- 2017 ST256
- 2017 SV256
- 2017 SW256
- 2017 SX256
- 2017 SY256
- 2017 SZ256
- 2017 SA257
- 2017 SB257
- 2017 SC257
- 2017 SD257
- 2017 SE257
- 2017 SG257
- 2017 SH257
- 2017 SK257
- 2017 SL257
- 2017 SM257
- 2017 SN257
- 2017 SO257
- 2017 SP257
- 2017 SR257
- 2017 SS257
- 2017 ST257
- 2017 SU257
- 2017 SV257
- 2017 SW257
- 2017 SA258
- 2017 SC258
- 2017 SE258
- 2017 SF258
- 2017 SG258
- 2017 SH258
- 2017 SJ258
- 2017 SK258
- 2017 SL258
- 2017 SN258
- 2017 SP258
- 2017 SQ258
- 2017 SR258
- 2017 ST258
- 2017 SU258
- 2017 SW258
- 2017 SY258
- 2017 SA259
- 2017 SB259
- 2017 SC259
- 2017 SF259
- 2017 SG259
- 2017 SH259
- 2017 SK259
- 2017 SL259
- 2017 SM259
- 2017 SN259
- 2017 SO259
- 2017 SP259
- 2017 SQ259
- 2017 SR259
- 2017 ST259
- 2017 SV259
- 2017 SW259
- 2017 SY259
- 2017 SZ259
- 2017 SC260
- 2017 SE260
- 2017 SF260
- 2017 SG260
- 2017 SH260
- 2017 SJ260
- 2017 SK260
- 2017 SM260
- 2017 SN260
- 2017 SO260
- 2017 SQ260
- 2017 SS260
- 2017 ST260
- 2017 SU260
- 2017 SV260
- 2017 SW260
- 2017 SX260
- 2017 SY260
- 2017 SZ260
- 2017 SA261
- 2017 SB261
- 2017 SC261
- 2017 SD261
- 2017 SE261
- 2017 SF261
- 2017 SG261
- 2017 SH261
- 2017 SJ261
- 2017 SK261
- 2017 SL261
- 2017 SN261
- 2017 SO261
- 2017 SP261
- 2017 SR261
- 2017 SS261
- 2017 ST261
- 2017 SU261
- 2017 SV261
- 2017 SW261
- 2017 SY261
- 2017 SZ261
- 2017 SA262
- 2017 SB262
- 2017 SD262
- 2017 SE262
- 2017 SF262
- 2017 SH262
- 2017 SK262
- 2017 SL262
- 2017 SM262
- 2017 SO262
- 2017 SP262
- 2017 SQ262
- 2017 SS262
- 2017 ST262
- 2017 SU262
- 2017 SV262
- 2017 SW262
- 2017 SX262
- 2017 SY262
- 2017 SZ262
- 2017 SA263
- 2017 SB263
- 2017 SC263
- 2017 SE263
- 2017 SF263
- 2017 SH263
- 2017 SJ263
- 2017 SK263
- 2017 SL263
- 2017 SM263
- 2017 SN263
- 2017 SO263
- 2017 SR263
- 2017 SS263
- 2017 ST263
- 2017 SW263
- 2017 SX263
- 2017 SY263
- 2017 SZ263
- 2017 SA264
- 2017 SB264
- 2017 SC264
- 2017 SD264
- 2017 SE264
- 2017 SF264
- 2017 SG264
- 2017 SH264
- 2017 SJ264
- 2017 SK264
- 2017 SL264
- 2017 SM264
- 2017 SN264
- 2017 SO264
- 2017 SP264
- 2017 SQ264
- 2017 SR264
- 2017 SS264
- 2017 ST264
- 2017 SU264
- 2017 SW264
- 2017 SX264
- 2017 SY264
- 2017 SZ264
- 2017 SA265
- 2017 SB265
- 2017 SD265
- 2017 SE265
- 2017 SF265
- 2017 SG265
- 2017 SH265
- 2017 SJ265
- 2017 SK265
- 2017 SL265
- 2017 SM265
- 2017 SP265
- 2017 SQ265
- 2017 SR265
- 2017 SS265
- 2017 ST265
- 2017 SU265
- 2017 SV265
- 2017 SW265
- 2017 SX265
- 2017 SY265
- 2017 SZ265
- 2017 SB266
- 2017 SC266
- 2017 SD266
- 2017 SE266
- 2017 SF266
- 2017 SG266
- 2017 SH266
- 2017 SJ266
- 2017 SK266
- 2017 SL266
- 2017 SM266
- 2017 SN266
- 2017 SO266
- 2017 SP266
- 2017 SQ266
- 2017 SR266
- 2017 SS266
- 2017 ST266
- 2017 SU266
- 2017 SV266
- 2017 SW266
- 2017 SX266
- 2017 SY266
- 2017 SZ266
- 2017 SA267
- 2017 SB267
- 2017 SC267
- 2017 SD267
- 2017 SE267
- 2017 SF267
- 2017 SG267
- 2017 SH267
- 2017 SK267
- 2017 SL267
- 2017 SM267
- 2017 SN267
- 2017 SO267
- 2017 SP267
- 2017 SQ267
- 2017 SR267
- 2017 SS267
- 2017 ST267
- 2017 SU267
- 2017 SV267
- 2017 SW267
- 2017 SX267
- 2017 SY267
- 2017 SZ267
- 2017 SA268
- 2017 SB268
- 2017 SC268
- 2017 SD268
- 2017 SE268
- 2017 SF268
- 2017 SG268
- 2017 SH268
- 2017 SJ268
- 2017 SK268
- 2017 SL268
- 2017 SM268
- 2017 SN268
- 2017 SO268
- 2017 SP268
- 2017 SQ268
- 2017 SR268
- 2017 SS268
- 2017 ST268
- 2017 SU268
- 2017 SV268
- 2017 SW268
- 2017 SX268
- 2017 SY268
- 2017 SZ268
- 2017 SA269
- 2017 SB269
- 2017 SC269
- 2017 SD269
- 2017 SE269
- 2017 SF269
- 2017 SG269
- 2017 SH269
- 2017 SJ269
- 2017 SK269
- 2017 SL269
- 2017 SM269
- 2017 SN269
- 2017 SO269
- 2017 SP269
- 2017 SQ269
- 2017 SR269
- 2017 SS269
- 2017 ST269
- 2017 SU269
- 2017 SV269
- 2017 SW269
- 2017 SX269
- 2017 SY269
- 2017 SZ269
- 2017 SA270
- 2017 SB270
- 2017 SC270
- 2017 SD270
- 2017 SE270
- 2017 SF270
- 2017 SG270
- 2017 SH270
- 2017 SJ270
- 2017 SK270
- 2017 SL270
- 2017 SM270
- 2017 SN270
- 2017 SO270
- 2017 SP270
- 2017 SQ270
- 2017 SR270
- 2017 SS270
- 2017 ST270
- 2017 SU270
- 2017 SV270
- 2017 SW270
- 2017 SX270
- 2017 SY270
- 2017 SZ270
- 2017 SB271
- 2017 SC271
- 2017 SD271
- 2017 SE271
- 2017 SF271
- 2017 SG271
- 2017 SH271
- 2017 SJ271
- 2017 SK271
- 2017 SL271
- 2017 SM271
- 2017 SO271
- 2017 SP271
- 2017 SQ271
- 2017 SR271
- 2017 SS271
- 2017 ST271
- 2017 SU271
- 2017 SV271
- 2017 SX271
- 2017 SY271
- 2017 SZ271
- 2017 SA272
- 2017 SB272
- 2017 SC272
- 2017 SL272
- 2017 SM272
- 2017 SN272
- 2017 SO272
- 2017 SP272
- 2017 SQ272
- 2017 SR272
- 2017 SS272
- 2017 ST272
- 2017 SU272
- 2017 SV272
- 2017 SW272
- 2017 SX272
- 2017 SY272
- 2017 SZ272
- 2017 SA273
- 2017 SB273
- 2017 SC273
- 2017 SD273
- 2017 SE273
- 2017 SF273
- 2017 SG273
- 2017 SH273
- 2017 SJ273
- 2017 SK273
- 2017 SL273
- 2017 SM273
- 2017 SN273
- 2017 SO273
- 2017 SP273
- 2017 SQ273
- 2017 SR273
- 2017 SS273
- 2017 ST273
- 2017 SU273
- 2017 SV273
- 2017 SW273
- 2017 SY273
- 2017 SZ273
- 2017 SA274
- 2017 SB274
- 2017 SC274
- 2017 SD274
- 2017 SE274
- 2017 SF274
- 2017 SG274
- 2017 SK274
- 2017 SL274
- 2017 SM274
- 2017 SN274
- 2017 SO274
- 2017 SP274
- 2017 SQ274
- 2017 SR274
- 2017 SS274
- 2017 SU274
- 2017 SV274
- 2017 SW274
- 2017 SX274
- 2017 SY274
- 2017 SZ274
- 2017 SA275
- 2017 SB275
- 2017 SD275
- 2017 SE275
- 2017 SF275
- 2017 SG275
- 2017 SH275
- 2017 SJ275
- 2017 SK275
- 2017 SL275
- 2017 SM275
- 2017 SN275
- 2017 SO275
- 2017 SP275
- 2017 SQ275
- 2017 SR275
- 2017 SS275
- 2017 ST275
- 2017 SV275
- 2017 SW275
- 2017 SX275
- 2017 SY275
- 2017 SZ275
- 2017 SA276
- 2017 SB276
- 2017 SC276
- 2017 SD276
- 2017 SE276
- 2017 SF276
- 2017 SG276
- 2017 SH276
- 2017 SJ276
- 2017 SK276
- 2017 SL276
- 2017 SM276
- 2017 SN276
- 2017 SO276
- 2017 SP276
- 2017 SR276
- 2017 SS276
- 2017 ST276
- 2017 SU276
- 2017 SV276
- 2017 SW276
- 2017 SX276
- 2017 SY276
- 2017 SZ276
- 2017 SA277
- 2017 SB277
- 2017 SC277
- 2017 SD277
- 2017 SE277
- 2017 SF277
- 2017 SJ277
- 2017 SK277
- 2017 SL277
- 2017 SN277
- 2017 SO277
- 2017 SP277
- 2017 SQ277
- 2017 SR277
- 2017 SS277
- 2017 ST277
- 2017 SU277
- 2017 SV277
- 2017 SW277
- 2017 SX277
- 2017 SY277
- 2017 SZ277
- 2017 SA278
- 2017 SB278
- 2017 SC278
- 2017 SD278
- 2017 SE278
- 2017 SF278
- 2017 SG278
- 2017 SH278
- 2017 SK278
- 2017 SM278
- 2017 SQ278
- 2017 SS278
- 2017 ST278
- 2017 SU278
- 2017 SV278
- 2017 SW278
- 2017 SX278
- 2017 SY278
- 2017 SZ278
- 2017 SA279
- 2017 SB279
- 2017 SC279
- 2017 SD279
- 2017 SE279
- 2017 SF279
- 2017 SG279
- 2017 SH279
- 2017 SJ279
- 2017 SK279
- 2017 SL279
- 2017 SM279
- 2017 SN279
- 2017 SO279
- 2017 SP279
- 2017 SQ279
- 2017 SR279
- 2017 SS279
- 2017 ST279
- 2017 SU279
- 2017 SV279
- 2017 SW279
- 2017 SX279
- 2017 SZ279
- 2017 SA280
- 2017 SB280
- 2017 SC280
- 2017 SD280
- 2017 SE280
- 2017 SF280
- 2017 SG280
- 2017 SH280
- 2017 SJ280
- 2017 SK280
- 2017 SL280
- 2017 SM280
- 2017 SN280
- 2017 SO280
- 2017 SP280
- 2017 SQ280
- 2017 SR280
- 2017 SS280
- 2017 ST280
- 2017 SU280
- 2017 SV280
- 2017 SW280
- 2017 SY280
- 2017 SZ280
- 2017 SA281
- 2017 SB281
- 2017 SC281
- 2017 SD281
- 2017 SE281
- 2017 SF281
- 2017 SG281
- 2017 SH281
- 2017 SJ281
- 2017 SK281
- 2017 SL281
- 2017 SM281
- 2017 SN281
- 2017 SO281
- 2017 SP281
- 2017 SQ281
- 2017 SR281
- 2017 SS281
- 2017 SU281
- 2017 SV281
- 2017 SW281
- 2017 SX281
- 2017 SY281
- 2017 SZ281
- 2017 SA282
- 2017 SB282
- 2017 SC282
- 2017 SD282
- 2017 SE282
- 2017 SF282
- 2017 SG282
- 2017 SH282
- 2017 SK282
- 2017 SL282
- 2017 SM282
- 2017 SN282
- 2017 SO282
- 2017 SP282
- 2017 SQ282
- 2017 SR282
- 2017 SS282
- 2017 ST282
- 2017 SU282
- 2017 SV282
- 2017 SW282
- 2017 SX282
- 2017 SY282
- 2017 SZ282
- 2017 SA283
- 2017 SB283
- 2017 SC283
- 2017 SD283
- 2017 SE283
- 2017 SF283
- 2017 SJ283
- 2017 SK283
- 2017 SL283
- 2017 SM283
- 2017 SN283
- 2017 SO283
- 2017 SP283
- 2017 SQ283
- 2017 SR283
- 2017 SS283
- 2017 ST283
- 2017 SU283
- 2017 SV283
- 2017 SW283
- 2017 SY283
- 2017 SZ283
- 2017 SA284
- 2017 SB284
- 2017 SC284
- 2017 SD284
- 2017 SE284
- 2017 SF284
- 2017 SG284
- 2017 SH284
- 2017 SJ284
- 2017 SK284
- 2017 SL284
- 2017 SM284
- 2017 SN284
- 2017 SO284
- 2017 SQ284
- 2017 SR284
- 2017 SS284
- 2017 SU284
- 2017 SV284
- 2017 SW284
- 2017 SX284
- 2017 SY284
- 2017 SZ284
- 2017 SA285
- 2017 SB285
- 2017 SC285
- 2017 SE285
- 2017 SF285
- 2017 SG285
- 2017 SH285
- 2017 SJ285
- 2017 SK285
- 2017 SL285
- 2017 SM285
- 2017 SN285
- 2017 SO285
- 2017 SQ285
- 2017 SR285
- 2017 SS285
- 2017 ST285
- 2017 SU285
- 2017 SV285
- 2017 SW285
- 2017 SX285
- 2017 SY285
- 2017 SZ285
- 2017 SA286
- 2017 SB286
- 2017 SC286
- 2017 SD286
- 2017 SE286
- 2017 SG286
- 2017 SH286
- 2017 SJ286
- 2017 SK286
- 2017 SL286
- 2017 SM286
- 2017 SN286
- 2017 SO286
- 2017 SP286
- 2017 SQ286
- 2017 SR286
- 2017 SS286
- 2017 ST286
- 2017 SU286
- 2017 SV286
- 2017 SW286
- 2017 SX286
- 2017 SY286
- 2017 SZ286
- 2017 SA287
- 2017 SB287
- 2017 SC287
- 2017 SD287
- 2017 SE287
- 2017 SF287
- 2017 SG287
- 2017 SH287
- 2017 SK287
- 2017 SL287
- 2017 SM287
- 2017 SN287
- 2017 SO287
- 2017 SP287
- 2017 SQ287
- 2017 SR287
- 2017 SS287
- 2017 ST287
- 2017 SU287
- 2017 SV287
- 2017 SW287
- 2017 SX287
- 2017 SY287
- 2017 SZ287
- 2017 SA288
- 2017 SB288
- 2017 SF288
- 2017 SJ288
- 2017 SK288
- 2017 SL288
- 2017 SM288
- 2017 SN288
- 2017 SO288
- 2017 SP288
- 2017 SQ288
- 2017 SR288
- 2017 SS288
- 2017 ST288
- 2017 SU288
- 2017 SV288
- 2017 SW288
- 2017 SX288
- 2017 SY288
- 2017 SZ288
- 2017 SA289
- 2017 SB289
- 2017 SC289
- 2017 SD289
- 2017 SE289
- 2017 SF289
- 2017 SG289
- 2017 SJ289
- 2017 SK289
- 2017 SL289
- 2017 SM289
- 2017 SN289
- 2017 SO289
- 2017 SP289
- 2017 SR289
- 2017 SS289
- 2017 ST289
- 2017 SU289
- 2017 SV289
- 2017 SW289
- 2017 SX289
- 2017 SY289
- 2017 SZ289
- 2017 SA290
- 2017 SB290
- 2017 SC290
- 2017 SE290
- 2017 SF290
- 2017 SG290
- 2017 SH290
- 2017 SJ290
- 2017 SK290
- 2017 SL290
- 2017 SM290
- 2017 SN290
- 2017 SO290
- 2017 SP290
- 2017 SQ290
- 2017 SR290
- 2017 SS290
- 2017 ST290
- 2017 SU290
- 2017 SV290
- 2017 SW290
- 2017 SX290
- 2017 SY290
- 2017 SZ290
- 2017 SA291
- 2017 SB291
- 2017 SC291
- 2017 SD291
- 2017 SE291
- 2017 SF291
- 2017 SG291
- 2017 SH291
- 2017 SJ291
- 2017 SK291
- 2017 SM291
- 2017 SN291
- 2017 SO291
- 2017 SP291
- 2017 SQ291
- 2017 SR291
- 2017 SS291
- 2017 ST291
- 2017 SU291
- 2017 SV291
- 2017 SW291
- 2017 SX291
- 2017 SY291
- 2017 SZ291
- 2017 SA292
- 2017 SB292
- 2017 SC292
- 2017 SD292
- 2017 SE292
- 2017 SF292
- 2017 SG292
- 2017 SH292
- 2017 SK292
- 2017 SL292
- 2017 SM292
- 2017 SN292
- 2017 SO292
- 2017 SQ292
- 2017 SR292
- 2017 SS292
- 2017 ST292
- 2017 SU292
- 2017 SV292
- 2017 SW292
- 2017 SX292
- 2017 SY292
- 2017 SZ292
- 2017 SA293
- 2017 SB293
- 2017 SC293
- 2017 SD293
- 2017 SE293
- 2017 SF293
- 2017 SG293
- 2017 SH293
- 2017 SJ293
- 2017 SK293
- 2017 SL293
- 2017 SM293
- 2017 SN293
- 2017 SQ293
- 2017 SR293
- 2017 SS293
- 2017 ST293
- 2017 SU293
- 2017 SW293
- 2017 SX293
- 2017 SY293
- 2017 SZ293
- 2017 SA294
- 2017 SB294
- 2017 SC294
- 2017 SE294
- 2017 SH294
- 2017 SJ294
- 2017 SL294
- 2017 SM294
- 2017 SN294
- 2017 SO294
- 2017 SP294
- 2017 SQ294
- 2017 SR294
- 2017 SS294
- 2017 ST294
- 2017 SU294
- 2017 SV294
- 2017 SX294
- 2017 SY294
- 2017 SZ294
- 2017 SB295
- 2017 SC295
- 2017 SF295
- 2017 SH295
- 2017 SJ295
- 2017 SK295
- 2017 SL295
- 2017 SM295
- 2017 SN295
- 2017 SO295
- 2017 SP295
- 2017 SQ295
- 2017 SR295
- 2017 SS295
- 2017 ST295
- 2017 SU295
- 2017 SV295
- 2017 SX295
- 2017 SY295
- 2017 SZ295
- 2017 SA296
- 2017 SB296
- 2017 SC296
- 2017 SD296
- 2017 SE296
- 2017 SF296
- 2017 SG296
- 2017 SH296
- 2017 SJ296
- 2017 SK296
- 2017 SL296
- 2017 SM296
- 2017 SN296
- 2017 SO296
- 2017 SP296
- 2017 SQ296
- 2017 SR296
- 2017 SS296
- 2017 ST296
- 2017 SU296
- 2017 SV296
- 2017 SW296
- 2017 SX296
- 2017 SY296
- 2017 SZ296
- 2017 SA297
- 2017 SB297
- 2017 SC297
- 2017 SD297
- 2017 SE297
- 2017 SF297
- 2017 SG297
- 2017 SH297
- 2017 SJ297
- 2017 SK297
- 2017 SL297
- 2017 SM297
- 2017 SN297
- 2017 SP297
- 2017 SQ297
- 2017 SR297
- 2017 SS297
- 2017 ST297
- 2017 SU297
- 2017 SV297
- 2017 SY297
- 2017 SZ297
- 2017 SA298
- 2017 SB298
- 2017 SC298
- 2017 SD298
- 2017 SE298
- 2017 SF298
- 2017 SG298
- 2017 SH298
- 2017 SJ298
- 2017 SK298
- 2017 SL298
- 2017 SM298
- 2017 SN298
- 2017 SO298
- 2017 SP298
- 2017 SQ298
- 2017 SR298
- 2017 SS298
- 2017 ST298
- 2017 SW298
- 2017 SX298
- 2017 SY298
- 2017 SZ298
- 2017 SA299
- 2017 SC299
- 2017 SE299
- 2017 SF299
- 2017 SG299
- 2017 SH299
- 2017 SJ299
- 2017 SK299
- 2017 SL299
- 2017 SM299
- 2017 SN299
- 2017 SO299
- 2017 SP299
- 2017 SQ299
- 2017 SR299
- 2017 SS299
- 2017 ST299
- 2017 SU299
- 2017 SV299
- 2017 SW299
- 2017 SX299
- 2017 SY299
- 2017 SZ299
- 2017 SA300
- 2017 SB300
- 2017 SC300
- 2017 SD300
- 2017 SE300
- 2017 SF300
- 2017 SG300
- 2017 SH300
- 2017 SJ300
- 2017 SK300
- 2017 SL300
- 2017 SM300
- 2017 SN300
- 2017 SO300
- 2017 SP300
- 2017 SQ300
- 2017 SR300
- 2017 SS300
- 2017 ST300
- 2017 SU300
- 2017 SV300
- 2017 SW300
- 2017 SX300
- 2017 SY300
- 2017 SZ300
- 2017 SA301
- 2017 SB301
- 2017 SC301
- 2017 SD301
- 2017 SE301
- 2017 SF301
- 2017 SG301
- 2017 SJ301
- 2017 SK301
- 2017 SL301
- 2017 SM301
- 2017 SN301
- 2017 SO301
- 2017 SP301
- 2017 SQ301
- 2017 SR301
- 2017 SS301
- 2017 ST301
- 2017 SU301
- 2017 SV301
- 2017 SW301
- 2017 SX301
- 2017 SY301
- 2017 SZ301
- 2017 SA302
- 2017 SB302
- 2017 SC302
- 2017 SE302
- 2017 SF302
- 2017 SG302
- 2017 SH302
- 2017 SJ302
- 2017 SK302
- 2017 SL302
- 2017 SM302
- 2017 SO302
- 2017 SP302
- 2017 SR302
- 2017 SU302
- 2017 SV302
- 2017 SY302
- 2017 SZ302
- 2017 SA303
- 2017 SB303
- 2017 SC303
- 2017 SE303
- 2017 SF303
- 2017 SG303
- 2017 SH303
- 2017 SJ303
- 2017 SK303
- 2017 SL303
- 2017 SM303
- 2017 SN303
- 2017 SO303
- 2017 SP303
- 2017 SQ303
- 2017 SR303
- 2017 ST303
- 2017 SU303
- 2017 SW303
- 2017 SX303
- 2017 SY303
- 2017 SZ303
- 2017 SA304
- 2017 SB304
- 2017 SC304
- 2017 SD304
- 2017 SE304
- 2017 SF304
- 2017 SG304
- 2017 SH304
- 2017 SJ304
- 2017 SK304
- 2017 SL304
- 2017 SM304
- 2017 SN304
- 2017 SO304
- 2017 SP304
- 2017 SQ304
- 2017 SR304
- 2017 SS304
- 2017 ST304
- 2017 SU304
- 2017 SV304
- 2017 SW304
- 2017 SY304
- 2017 SZ304
- 2017 SA305
- 2017 SB305
- 2017 SC305
- 2017 SD305
- 2017 SE305
- 2017 SF305
- 2017 SH305
- 2017 SJ305
- 2017 SK305
- 2017 SL305
- 2017 SM305
- 2017 SN305
- 2017 SO305
- 2017 SP305
- 2017 SQ305
- 2017 SS305
- 2017 ST305
- 2017 SU305
- 2017 SV305
- 2017 SW305
- 2017 SX305
- 2017 SY305
- 2017 SZ305
- 2017 SA306
- 2017 SB306
- 2017 SC306
- 2017 SD306
- 2017 SE306
- 2017 SG306
- 2017 SJ306
- 2017 SL306
- 2017 SM306
- 2017 SO306
- 2017 SP306
- 2017 SQ306
- 2017 SR306
- 2017 SS306
- 2017 ST306
- 2017 SU306
- 2017 SW306
- 2017 SX306
- 2017 SY306
- 2017 SA307
- 2017 SB307
- 2017 SC307
- 2017 SD307
- 2017 SE307
- 2017 SF307
- 2017 SG307
- 2017 SH307
- 2017 SJ307
- 2017 SN307
- 2017 SO307
- 2017 SP307
- 2017 SQ307
- 2017 SR307
- 2017 SS307
- 2017 ST307
- 2017 SV307
- 2017 SW307
- 2017 SX307
- 2017 SY307
- 2017 SZ307
- 2017 SA308
- 2017 SB308
- 2017 SC308
- 2017 SD308
- 2017 SE308
- 2017 SG308
- 2017 SH308
- 2017 SJ308
- 2017 SK308
- 2017 SM308
- 2017 SN308
- 2017 SO308
- 2017 SP308
- 2017 SQ308
- 2017 SR308
- 2017 SS308
- 2017 SU308
- 2017 SV308
- 2017 SW308
- 2017 SY308
- 2017 SZ308
- 2017 SA309
- 2017 SB309
- 2017 SC309
- 2017 SD309
- 2017 SE309
- 2017 SF309
- 2017 SG309
- 2017 SH309
- 2017 SJ309
- 2017 SK309
- 2017 SL309
- 2017 SM309
- 2017 SN309
- 2017 SO309
- 2017 SP309
- 2017 SQ309
- 2017 SR309
- 2017 SS309
- 2017 ST309
- 2017 SU309
- 2017 SV309
- 2017 SW309
- 2017 SX309
- 2017 SY309
- 2017 SZ309
- 2017 SA310
- 2017 SB310
- 2017 SC310
- 2017 SD310
- 2017 SE310
- 2017 SF310
- 2017 SG310
- 2017 SH310
- 2017 SJ310
- 2017 SK310
- 2017 SL310
- 2017 SM310
- 2017 SN310
- 2017 SO310
- 2017 SP310
- 2017 SQ310
- 2017 SR310
- 2017 SS310
- 2017 ST310
- 2017 SU310
- 2017 SV310
- 2017 SW310
- 2017 SX310
- 2017 SY310
- 2017 SZ310
- 2017 SA311
- 2017 SB311
- 2017 SC311
- 2017 SD311
- 2017 SE311
- 2017 SF311
- 2017 SG311
- 2017 SH311
- 2017 SJ311
- 2017 SK311
- 2017 SL311
- 2017 SM311
- 2017 SN311
- 2017 SO311
- 2017 SP311
- 2017 SQ311
- 2017 SR311
- 2017 SS311
- 2017 ST311
- 2017 SU311
- 2017 SV311
- 2017 SW311
- 2017 SX311
- 2017 SA312
- 2017 SB312
- 2017 SC312
- 2017 SD312
- 2017 SE312
- 2017 SG312
- 2017 SH312
- 2017 SJ312
- 2017 SK312
- 2017 SL312
- 2017 SM312
- 2017 SN312
- 2017 SO312
- 2017 SP312
- 2017 SQ312
- 2017 SR312
- 2017 SS312
- 2017 ST312
- 2017 SU312
- 2017 SV312
- 2017 SW312
- 2017 SX312
- 2017 SY312
- 2017 SZ312
- 2017 SA313
- 2017 SB313
- 2017 SC313
- 2017 SD313
- 2017 SE313
- 2017 SF313
- 2017 SG313
- 2017 SH313
- 2017 SL313
- 2017 SM313
- 2017 SN313
- 2017 SO313
- 2017 SP313
- 2017 SQ313
- 2017 SR313
- 2017 SS313
- 2017 ST313
- 2017 SU313
- 2017 SV313
- 2017 SW313
- 2017 SX313
- 2017 SY313
- 2017 SZ313
- 2017 SA314
- 2017 SB314
- 2017 SC314
- 2017 SD314
- 2017 SE314
- 2017 SF314
- 2017 SG314
- 2017 SH314
- 2017 SK314
- 2017 SL314
- 2017 SM314
- 2017 SN314
- 2017 SO314
- 2017 SP314
- 2017 SQ314
- 2017 SR314
- 2017 SS314
- 2017 ST314
- 2017 SU314
- 2017 SV314
- 2017 SW314
- 2017 SX314
- 2017 SY314
- 2017 SZ314
- 2017 SA315
- 2017 SB315
- 2017 SC315
- 2017 SD315
- 2017 SE315
- 2017 SG315
- 2017 SH315
- 2017 SJ315
- 2017 SK315
- 2017 SL315
- 2017 SM315
- 2017 SN315
- 2017 SO315
- 2017 SP315
- 2017 SQ315
- 2017 SR315
- 2017 SS315
- 2017 ST315
- 2017 SU315
- 2017 SV315
- 2017 SW315
- 2017 SX315
- 2017 SY315
- 2017 SZ315
- 2017 SA316
- 2017 SB316
- 2017 SC316
- 2017 SD316
- 2017 SE316
- 2017 SF316
- 2017 SG316
- 2017 SH316
- 2017 SJ316
- 2017 SK316
- 2017 SL316
- 2017 SM316
- 2017 SN316
- 2017 SO316
- 2017 SP316
- 2017 SQ316
- 2017 SR316
- 2017 SS316
- 2017 SU316
- 2017 SV316
- 2017 SW316
- 2017 SX316
- 2017 SY316
- 2017 SZ316
- 2017 SA317
- 2017 SB317
- 2017 SC317
- 2017 SD317
- 2017 SE317
- 2017 SF317
- 2017 SG317
- 2017 SH317
- 2017 SJ317
- 2017 SK317
- 2017 SL317
- 2017 SM317
- 2017 SN317
- 2017 SO317
- 2017 SP317
- 2017 SQ317
- 2017 SR317
- 2017 SS317
- 2017 ST317
- 2017 SU317
- 2017 SW317
- 2017 SX317
- 2017 SY317
- 2017 SZ317
- 2017 SA318
- 2017 SB318
- 2017 SC318
- 2017 SD318
- 2017 SE318
- 2017 SF318
- 2017 SG318
- 2017 SH318
- 2017 SJ318
- 2017 SK318
- 2017 SL318
- 2017 SM318
- 2017 SN318
- 2017 SO318
- 2017 SP318
- 2017 SQ318
- 2017 SS318
- 2017 ST318
- 2017 SU318
- 2017 SV318
- 2017 SX318
- 2017 SY318
- 2017 SZ318
- 2017 SB319
- 2017 SC319
- 2017 SD319
- 2017 SE319
- 2017 SF319
- 2017 SG319
- 2017 SH319
- 2017 SJ319
- 2017 SK319
- 2017 SL319
- 2017 SM319
- 2017 SN319
- 2017 SO319
- 2017 SP319
- 2017 SQ319
- 2017 SR319
- 2017 SS319
- 2017 ST319
- 2017 SU319
- 2017 SV319
- 2017 SW319
- 2017 SX319
- 2017 SY319
- 2017 SZ319
- 2017 SB320
- 2017 SC320
- 2017 SD320
- 2017 SE320
- 2017 SF320
- 2017 SG320
- 2017 SH320
- 2017 SJ320
- 2017 SK320
- 2017 SL320
- 2017 SM320
- 2017 SO320
- 2017 SP320
- 2017 SQ320
- 2017 SR320
- 2017 SS320
- 2017 ST320
- 2017 SV320
- 2017 SW320
- 2017 SX320
- 2017 SY320
- 2017 SZ320
- 2017 SA321
- 2017 SB321
- 2017 SC321
- 2017 SD321
- 2017 SE321
- 2017 SF321
- 2017 SG321
- 2017 SH321
- 2017 SJ321
- 2017 SK321
- 2017 SL321
- 2017 SM321
- 2017 SN321
- 2017 SO321
- 2017 SP321
- 2017 SQ321
- 2017 SR321
- 2017 SS321
- 2017 ST321
- 2017 SU321
- 2017 SV321
- 2017 SX321
- 2017 SY321
- 2017 SZ321
- 2017 SA322
- 2017 SB322
- 2017 SC322
- 2017 SD322
- 2017 SE322
- 2017 SF322
- 2017 SG322
- 2017 SH322
- 2017 SJ322
- 2017 SK322
- 2017 SL322
- 2017 SN322
- 2017 SO322
- 2017 SP322
- 2017 SR322
- 2017 SS322
- 2017 ST322
- 2017 SU322
- 2017 SV322
- 2017 SW322
- 2017 SX322
- 2017 SY322
- 2017 SA323
- 2017 SB323
- 2017 SC323
- 2017 SD323
- 2017 SE323
- 2017 SF323
- 2017 SG323
- 2017 SH323
- 2017 SJ323
- 2017 SK323
- 2017 SL323
- 2017 SM323
- 2017 SN323
- 2017 SO323
- 2017 SP323
- 2017 SQ323
- 2017 SR323
- 2017 SS323
- 2017 SU323
- 2017 SV323
- 2017 SW323
- 2017 SX323
- 2017 SY323
- 2017 SZ323
- 2017 SA324
- 2017 SB324
- 2017 SC324
- 2017 SD324
- 2017 SE324
- 2017 SF324
- 2017 SG324
- 2017 SH324
- 2017 SJ324
- 2017 SK324
- 2017 SL324
- 2017 SM324
- 2017 SN324
- 2017 SO324
- 2017 SP324
- 2017 SQ324
- 2017 SR324
- 2017 SS324
- 2017 ST324
- 2017 SV324
- 2017 SY324
- 2017 SZ324
- 2017 SA325
- 2017 SB325
- 2017 SC325
- 2017 SD325
- 2017 SE325
- 2017 SF325
- 2017 SG325
- 2017 SH325
- 2017 SJ325
- 2017 SK325
- 2017 SL325
- 2017 SN325
- 2017 SO325
- 2017 SP325
- 2017 SQ325
- 2017 SR325
- 2017 SS325
- 2017 ST325
- 2017 SU325
- 2017 SV325
- 2017 SW325
- 2017 SX325
- 2017 SY325
- 2017 SZ325
- 2017 SA326
- 2017 SC326
- 2017 SD326
- 2017 SE326
- 2017 SF326
- 2017 SH326
- 2017 SJ326
- 2017 SK326
- 2017 SL326
- 2017 SM326
- 2017 SQ326
- 2017 SR326
- 2017 SS326
- 2017 ST326
- 2017 SU326
- 2017 SV326
- 2017 SW326
- 2017 SX326
- 2017 SY326
- 2017 SZ326
- 2017 SA327
- 2017 SB327
- 2017 SC327
- 2017 SD327
- 2017 SE327
- 2017 SF327
- 2017 SG327
- 2017 SH327
- 2017 SJ327
- 2017 SK327
- 2017 SL327
- 2017 SM327
- 2017 SO327
- 2017 SP327
- 2017 SQ327
- 2017 SR327
- 2017 SS327
- 2017 ST327
- 2017 SU327
- 2017 SV327
- 2017 SW327
- 2017 SY327
- 2017 SZ327
- 2017 SA328
- 2017 SB328
- 2017 SC328
- 2017 SD328
- 2017 SF328
- 2017 SG328
- 2017 SH328
- 2017 SK328
- 2017 SL328
- 2017 SM328
- 2017 SN328
- 2017 SO328
- 2017 SQ328
- 2017 SR328
- 2017 SS328
- 2017 ST328
- 2017 SV328
- 2017 SW328
- 2017 SX328
- 2017 SY328
- 2017 SZ328
- 2017 SA329
- 2017 SB329
- 2017 SC329
- 2017 SD329
- 2017 SF329
- 2017 SG329
- 2017 SH329
- 2017 SJ329
- 2017 SK329
- 2017 SM329
- 2017 SN329
- 2017 SO329
- 2017 SP329
- 2017 SQ329
- 2017 SR329
- 2017 SS329
- 2017 ST329
- 2017 SU329
- 2017 SV329
- 2017 SW329
- 2017 SX329
- 2017 SY329
- 2017 SZ329
- 2017 SA330
- 2017 SB330
- 2017 SC330
- 2017 SD330
- 2017 SE330
- 2017 SF330
- 2017 SG330
- 2017 SH330
- 2017 SJ330
- 2017 SL330
- 2017 SM330
- 2017 SO330
- 2017 SP330
- 2017 SS330
- 2017 ST330
- 2017 SU330
- 2017 SV330
- 2017 SW330
- 2017 SX330
- 2017 SY330
- 2017 SZ330
- 2017 SA331
- 2017 SC331
- 2017 SD331
- 2017 SE331
- 2017 SF331
- 2017 SG331
- 2017 SH331
- 2017 SJ331
- 2017 SK331
- 2017 SL331
- 2017 SM331
- 2017 SN331
- 2017 SO331
- 2017 SP331
- 2017 SQ331
- 2017 SR331
- 2017 SS331
- 2017 ST331
- 2017 SU331
- 2017 SV331
- 2017 SW331
- 2017 SX331
- 2017 SY331
- 2017 SZ331
- 2017 SB332
- 2017 SC332
- 2017 SD332
- 2017 SE332
- 2017 SF332
- 2017 SH332
- 2017 SJ332
- 2017 SK332
- 2017 SL332
- 2017 SM332
- 2017 SO332
- 2017 SP332
- 2017 SQ332
- 2017 SR332
- 2017 SS332
- 2017 ST332
- 2017 SU332
- 2017 SV332
- 2017 SW332
- 2017 SX332
- 2017 SY332
- 2017 SZ332
- 2017 SA333
- 2017 SB333
- 2017 SC333
- 2017 SD333
- 2017 SE333
- 2017 SF333
- 2017 SG333
- 2017 SH333
- 2017 SJ333
- 2017 SK333
- 2017 SL333
- 2017 SM333
- 2017 SN333
- 2017 SO333
- 2017 SP333
- 2017 SQ333
- 2017 SR333
- 2017 SS333
- 2017 ST333
- 2017 SU333
- 2017 SV333
- 2017 SW333
- 2017 SX333
- 2017 SY333
- 2017 SZ333
- 2017 SA334
- 2017 SB334
- 2017 SC334
- 2017 SD334
- 2017 SE334
- 2017 SF334
- 2017 SG334
- 2017 SH334
- 2017 SJ334
- 2017 SK334
- 2017 SL334
- 2017 SM334
- 2017 SN334
- 2017 SO334
- 2017 SQ334
- 2017 SR334
- 2017 SS334
- 2017 ST334
- 2017 SU334
- 2017 SV334
- 2017 SW334
- 2017 SZ334
- 2017 SA335
- 2017 SB335
- 2017 SC335
- 2017 SD335
- 2017 SE335
- 2017 SG335
- 2017 SH335
- 2017 SJ335
- 2017 SK335
- 2017 SL335
- 2017 SM335
- 2017 SN335
- 2017 SO335
- 2017 SP335
- 2017 SQ335
- 2017 SR335
- 2017 SS335
- 2017 ST335
- 2017 SV335
- 2017 SW335
- 2017 SX335
- 2017 SY335
- 2017 SZ335
- 2017 SA336
- 2017 SB336
- 2017 SC336
- 2017 SD336
- 2017 SE336
- 2017 SG336
- 2017 SH336
- 2017 SJ336
- 2017 SK336
- 2017 SM336
- 2017 SN336
- 2017 SO336
- 2017 SP336
- 2017 SQ336
- 2017 SR336
- 2017 SS336
- 2017 ST336
- 2017 SU336
- 2017 SV336
- 2017 SW336
- 2017 SX336
- 2017 SY336
- 2017 SZ336
- 2017 SA337
- 2017 SB337
- 2017 SC337
- 2017 SD337
- 2017 SE337
- 2017 SF337
- 2017 SG337
- 2017 SH337
- 2017 SJ337
- 2017 SK337
- 2017 SL337
- 2017 SM337
- 2017 SO337
- 2017 SP337
- 2017 SQ337
- 2017 SR337
- 2017 SS337
- 2017 ST337
- 2017 SU337
- 2017 SW337
- 2017 SX337
- 2017 SY337
- 2017 SA338
- 2017 SB338
- 2017 SC338
- 2017 SE338
- 2017 SF338
- 2017 SG338
- 2017 SH338
- 2017 SK338
- 2017 SL338
- 2017 SM338
- 2017 SN338
- 2017 SO338
- 2017 SP338
- 2017 SQ338
- 2017 SR338
- 2017 SS338
- 2017 ST338
- 2017 SU338
- 2017 SV338
- 2017 SW338
- 2017 SX338
- 2017 SY338
- 2017 SZ338
- 2017 SA339
- 2017 SB339
- 2017 SC339
- 2017 SD339
- 2017 SE339
- 2017 SF339
- 2017 SG339
- 2017 SH339
- 2017 SJ339
- 2017 SL339
- 2017 SM339
- 2017 SN339
- 2017 SO339
- 2017 SP339
- 2017 SQ339
- 2017 SR339
- 2017 SS339
- 2017 ST339
- 2017 SU339
- 2017 SV339
- 2017 SW339
- 2017 SX339
- 2017 SY339
- 2017 SZ339
- 2017 SA340
- 2017 SB340
- 2017 SC340
- 2017 SD340
- 2017 SE340
- 2017 SF340
- 2017 SH340
- 2017 SJ340
- 2017 SK340
- 2017 SM340
- 2017 SN340
- 2017 SO340
- 2017 SP340
- 2017 SQ340
- 2017 SR340
- 2017 SS340
- 2017 ST340
- 2017 SV340
- 2017 SW340
- 2017 SX340
- 2017 SY340
- 2017 SZ340
- 2017 SA341
- 2017 SB341
- 2017 SC341
- 2017 SD341
- 2017 SE341
- 2017 SF341
- 2017 SG341
- 2017 SH341
- 2017 SJ341
- 2017 SK341
- 2017 SL341
- 2017 SM341
- 2017 SO341
- 2017 SP341
- 2017 SQ341
- 2017 SR341
- 2017 SS341
- 2017 ST341
- 2017 SU341
- 2017 SV341
- 2017 SX341
- 2017 SY341
- 2017 SZ341
- 2017 SA342
- 2017 SB342
- 2017 SC342
- 2017 SE342
- 2017 SF342
- 2017 SH342
- 2017 SJ342
- 2017 SK342
- 2017 SL342
- 2017 SM342
- 2017 SN342
- 2017 SO342
- 2017 SP342
- 2017 SQ342
- 2017 SR342
- 2017 SS342
- 2017 ST342
- 2017 SV342
- 2017 SW342
- 2017 SX342
- 2017 SY342
- 2017 SZ342
- 2017 SA343
- 2017 SB343
- 2017 SC343
- 2017 SD343
- 2017 SE343
- 2017 SF343
- 2017 SG343
- 2017 SH343
- 2017 SJ343
- 2017 SK343
- 2017 SL343
- 2017 SM343
- 2017 SN343
- 2017 SO343
- 2017 SP343
- 2017 SR343
- 2017 SS343
- 2017 ST343
- 2017 SU343
- 2017 SV343
- 2017 SW343
- 2017 SX343
- 2017 SY343
- 2017 SZ343
- 2017 SA344
- 2017 SB344
- 2017 SC344
- 2017 SD344
- 2017 SE344
- 2017 SF344
- 2017 SG344
- 2017 SH344
- 2017 SJ344
- 2017 SK344
- 2017 SL344
- 2017 SM344
- 2017 SN344
- 2017 SO344
- 2017 SP344
- 2017 SQ344
- 2017 SR344
- 2017 SS344
- 2017 ST344
- 2017 SU344
- 2017 SV344
- 2017 SW344
- 2017 SX344
- 2017 SY344
- 2017 SZ344
- 2017 SA345
- 2017 SB345
- 2017 SD345
- 2017 SE345
- 2017 SF345
- 2017 SG345
- 2017 SH345
- 2017 SJ345
- 2017 SK345
- 2017 SL345
- 2017 SM345
- 2017 SN345
- 2017 SO345
- 2017 SP345
- 2017 SR345
- 2017 SS345
- 2017 ST345
- 2017 SU345
- 2017 SW345
- 2017 SX345
- 2017 SY345
- 2017 SZ345
- 2017 SA346
- 2017 SB346
- 2017 SC346
- 2017 SD346
- 2017 SE346
- 2017 SF346
- 2017 SG346
- 2017 SJ346
- 2017 SK346
- 2017 SL346
- 2017 SM346
- 2017 SN346
- 2017 SO346
- 2017 SQ346
- 2017 SR346
- 2017 SS346
- 2017 ST346
- 2017 SU346
- 2017 SV346
- 2017 SW346
- 2017 SX346
- 2017 SY346
- 2017 SZ346
- 2017 SB347
- 2017 SC347
- 2017 SE347
- 2017 SF347
- 2017 SG347
- 2017 SH347
- 2017 SJ347
- 2017 SL347
- 2017 SM347
- 2017 SN347
- 2017 SO347
- 2017 SP347
- 2017 SQ347
- 2017 SR347
- 2017 SS347
- 2017 ST347
- 2017 SU347
- 2017 SV347
- 2017 SW347
- 2017 SX347
- 2017 SY347
- 2017 SZ347
- 2017 SA348
- 2017 SB348
- 2017 SD348
- 2017 SE348
- 2017 SF348
- 2017 SG348
- 2017 SH348
- 2017 SJ348
- 2017 SK348
- 2017 SL348
- 2017 SM348
- 2017 SN348
- 2017 SO348
- 2017 SP348
- 2017 SQ348
- 2017 SR348
- 2017 SS348
- 2017 ST348
- 2017 SU348
- 2017 SV348
- 2017 SW348
- 2017 SX348
- 2017 SY348
- 2017 SZ348
- 2017 SA349
- 2017 SB349
- 2017 SC349
- 2017 SD349
- 2017 SE349
- 2017 SF349
- 2017 SG349
- 2017 SH349
- 2017 SJ349
- 2017 SK349
- 2017 SL349
- 2017 SM349
- 2017 SN349
- 2017 SO349
- 2017 SP349
- 2017 SQ349
- 2017 SR349
- 2017 SS349
- 2017 ST349
- 2017 SV349
- 2017 SW349
- 2017 SX349
- 2017 SY349
- 2017 SZ349
- 2017 SB350
- 2017 SC350
- 2017 SD350
- 2017 SE350
- 2017 SF350
- 2017 SG350
- 2017 SH350
- 2017 SJ350
- 2017 SK350
- 2017 SL350
- 2017 SM350
- 2017 SN350
- 2017 SO350
- 2017 SP350
- 2017 SQ350
- 2017 SR350
- 2017 SS350
- 2017 ST350
- 2017 SU350
- 2017 SV350
- 2017 SW350
- 2017 SX350
- 2017 SY350
- 2017 SZ350
- 2017 SA351
- 2017 SB351
- 2017 SC351
- 2017 SD351
- 2017 SE351
- 2017 SF351
- 2017 SG351
- 2017 SH351
- 2017 SJ351
- 2017 SK351
- 2017 SL351
- 2017 SM351
- 2017 SN351
- 2017 SO351
- 2017 SP351
- 2017 SQ351
- 2017 SR351
- 2017 SS351
- 2017 ST351
- 2017 SU351
- 2017 SV351
- 2017 SW351
- 2017 SX351
- 2017 SY351
- 2017 SZ351
- 2017 SA352
- 2017 SB352
- 2017 SC352
- 2017 SD352
- 2017 SE352
- 2017 SF352
- 2017 SH352
- 2017 SJ352
- 2017 SK352
- 2017 SL352
- 2017 SM352
- 2017 SN352
- 2017 SO352
- 2017 SP352
- 2017 SQ352
- 2017 SR352
- 2017 SS352
- 2017 ST352
- 2017 SU352
- 2017 SV352
- 2017 SW352
- 2017 SX352
- 2017 SY352
- 2017 SZ352
- 2017 SA353
- 2017 SB353
- 2017 SC353
- 2017 SD353
- 2017 SF353
- 2017 SG353
- 2017 SH353
- 2017 SJ353
- 2017 SK353
- 2017 SL353
- 2017 SM353
- 2017 SN353
- 2017 SO353
- 2017 SP353
- 2017 SQ353
- 2017 SR353
- 2017 SS353
- 2017 ST353
- 2017 SU353
- 2017 SW353
- 2017 SX353
- 2017 SY353
- 2017 SZ353
- 2017 SA354
- 2017 SB354
- 2017 SC354
- 2017 SD354
- 2017 SF354
- 2017 SG354
- 2017 SH354
- 2017 SJ354
- 2017 SK354
- 2017 SL354
- 2017 SM354
- 2017 SN354
- 2017 SO354
- 2017 SP354
- 2017 SQ354
- 2017 SR354
- 2017 SS354
- 2017 ST354
- 2017 SU354
- 2017 SV354
- 2017 SW354
- 2017 SX354
- 2017 SY354
- 2017 SZ354
- 2017 SA355
- 2017 SB355
- 2017 SC355
- 2017 SD355
- 2017 SE355
- 2017 SF355
- 2017 SG355
- 2017 SH355
- 2017 SJ355
- 2017 SK355
- 2017 SL355
- 2017 SM355
- 2017 SN355
- 2017 SO355
- 2017 SP355
- 2017 SQ355
- 2017 SR355
- 2017 SS355
- 2017 ST355
- 2017 SU355
- 2017 SV355
- 2017 SW355
- 2017 SX355
- 2017 SY355
- 2017 SZ355
- 2017 SA356
- 2017 SB356
- 2017 SC356
- 2017 SD356
- 2017 SE356
- 2017 SF356
- 2017 SG356
- 2017 SH356
- 2017 SJ356
- 2017 SK356
- 2017 SL356
- 2017 SM356
- 2017 SN356
- 2017 SO356
- 2017 SP356
- 2017 SQ356
- 2017 SR356
- 2017 SS356
- 2017 ST356
- 2017 SU356
- 2017 SV356
- 2017 SW356
- 2017 SX356
- 2017 SY356
- 2017 SZ356
- 2017 SA357
- 2017 SB357
- 2017 SC357
- 2017 SD357
- 2017 SE357
- 2017 SF357
- 2017 SG357
- 2017 SH357
- 2017 SJ357
- 2017 SK357
- 2017 SL357
- 2017 SM357
- 2017 SN357
- 2017 SO357
- 2017 SP357
- 2017 SQ357
- 2017 SR357
- 2017 SS357
- 2017 ST357
- 2017 SU357
- 2017 SV357
- 2017 SW357
- 2017 SX357
- 2017 SY357
- 2017 SZ357
- 2017 SA358
- 2017 SB358
- 2017 SC358
- 2017 SD358
- 2017 SE358
- 2017 SF358
- 2017 SG358
- 2017 SH358
- 2017 SJ358
- 2017 SK358
- 2017 SL358
- 2017 SM358
- 2017 SN358
- 2017 SO358
- 2017 SP358
- 2017 SQ358
- 2017 SR358
- 2017 SS358
- 2017 ST358
- 2017 SU358
- 2017 SV358
- 2017 SW358
- 2017 SX358
- 2017 SY358
- 2017 SA359
- 2017 SB359
- 2017 SC359
- 2017 SD359
- 2017 SE359
- 2017 SF359
- 2017 SG359
- 2017 SH359
- 2017 SJ359
- 2017 SK359
- 2017 SL359
- 2017 SM359
- 2017 SN359
- 2017 SO359
- 2017 SP359
- 2017 SQ359
- 2017 SR359
- 2017 SS359
- 2017 ST359
- 2017 SU359
- 2017 SV359
- 2017 SW359
- 2017 SX359
- 2017 SY359
- 2017 SZ359
- 2017 SB360
- 2017 SC360
- 2017 SD360
- 2017 SE360
- 2017 SF360
- 2017 SG360
- 2017 SH360
- 2017 SJ360
- 2017 SK360
- 2017 SL360
- 2017 SM360
- 2017 SN360
- 2017 SO360
- 2017 SP360
- 2017 SQ360
- 2017 SR360
- 2017 SS360
- 2017 ST360
- 2017 SU360
- 2017 SV360
- 2017 SW360
- 2017 SX360
- 2017 SY360
- 2017 SZ360
- 2017 SA361
- 2017 SB361
- 2017 SC361
- 2017 SD361
- 2017 SE361
- 2017 SF361
- 2017 SG361
- 2017 SH361
- 2017 SJ361
- 2017 SK361
- 2017 SL361
- 2017 SM361
- 2017 SN361
- 2017 SO361
- 2017 SP361
- 2017 SQ361
- 2017 SR361
- 2017 SS361
- 2017 ST361
- 2017 SU361
- 2017 SV361
- 2017 SW361
- 2017 SX361
- 2017 SY361
- 2017 SZ361
- 2017 SA362
- 2017 SB362
- 2017 SC362
- 2017 SD362
- 2017 SE362
- 2017 SF362
- 2017 SG362
- 2017 SH362
- 2017 SJ362
- 2017 SK362
- 2017 SL362
- 2017 SM362
- 2017 SN362
- 2017 SO362
- 2017 SP362
- 2017 SQ362
- 2017 SR362
- 2017 ST362
- 2017 SU362
- 2017 SV362
- 2017 SW362
- 2017 SX362
- 2017 SY362
- 2017 SZ362
- 2017 SA363
- 2017 SB363
- 2017 SC363
- 2017 SD363
- 2017 SE363
- 2017 SF363
- 2017 SG363
- 2017 SJ363
- 2017 SK363
- 2017 SL363
- 2017 SM363
- 2017 SO363
- 2017 SR363
- 2017 SS363
- 2017 ST363
- 2017 SU363
- 2017 SV363
- 2017 SW363
- 2017 SX363
- 2017 SY363
- 2017 SZ363
- 2017 SA364
- 2017 SB364
- 2017 SC364
- 2017 SD364
- 2017 SE364
- 2017 SF364
- 2017 SH364
- 2017 SL364
- 2017 SM364
- 2017 SO364
- 2017 SP364
- 2017 SQ364
- 2017 SR364
- 2017 SS364
- 2017 ST364
- 2017 SU364
- 2017 SW364
- 2017 SX364
- 2017 SY364
- 2017 SZ364
- 2017 SA365
- 2017 SB365
- 2017 SC365
- 2017 SE365
- 2017 SF365
- 2017 SG365
- 2017 SH365
- 2017 SJ365
- 2017 SK365
- 2017 SM365
- 2017 SN365
- 2017 SP365
- 2017 SR365
- 2017 SS365
- 2017 ST365
- 2017 SU365
- 2017 SV365
- 2017 SW365
- 2017 SX365
- 2017 SY365
- 2017 SZ365
- 2017 SB366
- 2017 SC366
- 2017 SE366
- 2017 SF366
- 2017 SG366
- 2017 SH366
- 2017 SJ366
- 2017 SL366
- 2017 SM366
- 2017 SN366
- 2017 SO366
- 2017 SR366
- 2017 SS366
- 2017 ST366
- 2017 SU366
- 2017 SV366
- 2017 SW366
- 2017 SX366
- 2017 SY366
- 2017 SZ366
- 2017 SA367
- 2017 SB367
- 2017 SC367
- 2017 SD367
- 2017 SE367
- 2017 SG367
- 2017 SH367
- 2017 SJ367
- 2017 SK367
- 2017 SL367
- 2017 SM367
- 2017 SN367
- 2017 SO367
- 2017 SP367
- 2017 SQ367
- 2017 SR367
- 2017 SS367
- 2017 ST367
- 2017 SU367
- 2017 SV367
- 2017 SW367
- 2017 SX367
- 2017 SY367
- 2017 SZ367
- 2017 SA368
- 2017 SB368
- 2017 SC368
- 2017 SD368
- 2017 SE368
- 2017 SF368
- 2017 SG368
- 2017 SH368
- 2017 SJ368
- 2017 SK368
- 2017 SL368
- 2017 SM368
- 2017 SO368
- 2017 SP368
- 2017 SQ368
- 2017 SR368
- 2017 SS368
- 2017 SU368
- 2017 SV368
- 2017 SX368
- 2017 SY368
- 2017 SZ368
- 2017 SA369
- 2017 SB369
- 2017 SC369
- 2017 SD369
- 2017 SE369
- 2017 SF369
- 2017 SG369
- 2017 SH369
- 2017 SJ369
- 2017 SK369
- 2017 SL369
- 2017 SN369
- 2017 SO369
- 2017 SP369
- 2017 SR369
- 2017 SS369
- 2017 ST369
- 2017 SU369
- 2017 SV369
- 2017 SW369
- 2017 SX369
- 2017 SZ369
- 2017 SA370
- 2017 SB370
- 2017 SC370
- 2017 SD370
- 2017 SE370
- 2017 SF370
- 2017 SG370
- 2017 SH370
- 2017 SJ370
- 2017 SK370
- 2017 SL370
- 2017 SM370
- 2017 SN370
- 2017 SO370
- 2017 SP370
- 2017 SQ370
- 2017 SR370
- 2017 SS370
- 2017 ST370
- 2017 SU370
- 2017 SV370
- 2017 SW370
- 2017 SX370
- 2017 SY370
- 2017 SZ370
- 2017 SA371
- 2017 SB371
- 2017 SC371
- 2017 SD371
- 2017 SE371
- 2017 SG371
- 2017 SH371
- 2017 SJ371
- 2017 SK371
- 2017 SL371
- 2017 SM371
- 2017 SN371
- 2017 SO371
- 2017 SP371
- 2017 SQ371
- 2017 SR371
- 2017 SS371
- 2017 ST371
- 2017 SU371
- 2017 SV371
- 2017 SW371
- 2017 SX371
- 2017 SY371
- 2017 SZ371
- 2017 SA372
- 2017 SC372
- 2017 SD372
- 2017 SE372
- 2017 SF372
- 2017 SG372
- 2017 SH372
- 2017 SK372
- 2017 SL372
- 2017 SM372
- 2017 SN372
- 2017 SO372
- 2017 SP372
- 2017 SQ372
- 2017 SR372
- 2017 SS372
- 2017 ST372
- 2017 SU372
- 2017 SV372
- 2017 SW372
- 2017 SX372
- 2017 SY372
- 2017 SZ372
- 2017 SB373
- 2017 SC373
- 2017 SD373
- 2017 SF373
- 2017 SG373
- 2017 SJ373
- 2017 SK373
- 2017 SM373
- 2017 SN373
- 2017 SO373
- 2017 SP373
- 2017 SQ373
- 2017 SR373
- 2017 SS373
- 2017 ST373
- 2017 SU373
- 2017 SV373
- 2017 SW373
- 2017 SX373
- 2017 SY373
- 2017 SZ373
- 2017 SA374
- 2017 SB374
- 2017 SC374
- 2017 SD374
- 2017 SE374
- 2017 SF374
- 2017 SG374
- 2017 SH374
- 2017 SJ374
- 2017 SL374
- 2017 SM374
- 2017 SO374
- 2017 SP374
- 2017 SQ374
- 2017 SR374
- 2017 SS374
- 2017 ST374
- 2017 SU374
- 2017 SV374
- 2017 SW374
- 2017 SX374
- 2017 SY374
- 2017 SZ374
- 2017 SA375
- 2017 SB375
- 2017 SC375
- 2017 SD375
- 2017 SE375
- 2017 SF375
- 2017 SG375
- 2017 SH375
- 2017 SJ375
- 2017 SK375
- 2017 SL375
- 2017 SM375
- 2017 SN375
- 2017 SO375
- 2017 SP375
- 2017 SQ375
- 2017 SR375
- 2017 SS375
- 2017 ST375
- 2017 SU375
- 2017 SV375
- 2017 SW375
- 2017 SX375
- 2017 SY375
- 2017 SZ375
- 2017 SA376
- 2017 SB376
- 2017 SC376
- 2017 SD376
- 2017 SE376
- 2017 SF376
- 2017 SG376
- 2017 SH376
- 2017 SJ376
- 2017 SK376
- 2017 SL376
- 2017 SM376
- 2017 SN376
- 2017 SO376
- 2017 SP376
- 2017 SQ376
- 2017 SR376
- 2017 SS376
- 2017 ST376
- 2017 SU376
- 2017 SV376
- 2017 SW376
- 2017 SX376
- 2017 SY376
- 2017 SZ376
- 2017 SA377
- 2017 SB377
- 2017 SC377
- 2017 SD377
- 2017 SE377
- 2017 SF377
- 2017 SG377
- 2017 SH377
- 2017 SJ377
- 2017 SK377
- 2017 SL377
- 2017 SM377
- 2017 SN377
- 2017 SO377
- 2017 SP377
- 2017 SQ377
- 2017 SR377
- 2017 SS377
- 2017 ST377
- 2017 SU377
- 2017 SV377
- 2017 SW377
- 2017 SX377
- 2017 SY377
- 2017 SZ377
- 2017 SA378
- 2017 SB378
- 2017 SC378
- 2017 SD378
- 2017 SE378
- 2017 SF378
- 2017 SG378
- 2017 SH378
- 2017 SJ378
- 2017 SK378
- 2017 SL378
- 2017 SM378
- 2017 SN378
- 2017 SO378
- 2017 SP378
- 2017 SQ378
- 2017 SR378
- 2017 SS378
- 2017 ST378
- 2017 SU378
- 2017 SV378
- 2017 SW378
- 2017 SX378
- 2017 SY378
- 2017 SZ378
- 2017 SA379
- 2017 SB379
- 2017 SC379
- 2017 SD379
- 2017 SE379
- 2017 SF379
- 2017 SG379
- 2017 SH379
- 2017 SJ379
- 2017 SK379
- 2017 SL379
- 2017 SM379
- 2017 SO379
- 2017 SP379
- 2017 SQ379
- 2017 SR379
- 2017 SS379
- 2017 ST379
- 2017 SU379
- 2017 SV379
- 2017 SW379
- 2017 SX379
- 2017 SY379
- 2017 SZ379
- 2017 SA380
- 2017 SB380
- 2017 SC380
- 2017 SD380
- 2017 SE380
- 2017 SF380
- 2017 SG380
- 2017 SH380
- 2017 SJ380
- 2017 SK380
- 2017 SL380
- 2017 SM380
- 2017 SN380
- 2017 SO380
- 2017 SP380
- 2017 SQ380
- 2017 SR380
- 2017 SS380
- 2017 ST380
- 2017 SU380
- 2017 SV380
- 2017 SW380
- 2017 SX380
- 2017 SY380
- 2017 SZ380
- 2017 SA381
- 2017 SB381
- 2017 SC381
- 2017 SD381
- 2017 SE381
- 2017 SF381
- 2017 SG381
- 2017 SH381
- 2017 SJ381
- 2017 SK381
- 2017 SL381
- 2017 SN381
- 2017 SO381
- 2017 SP381
- 2017 SQ381
- 2017 SR381
- 2017 SS381
- 2017 ST381
- 2017 SU381
- 2017 SV381
- 2017 SW381
- 2017 SX381
- 2017 SA382
- 2017 SB382
- 2017 SC382
- 2017 SD382
- 2017 SE382
- 2017 SF382
- 2017 SG382
- 2017 SH382
- 2017 SJ382
- 2017 SK382
- 2017 SL382
- 2017 SM382
- 2017 SO382
- 2017 SP382
- 2017 SQ382
- 2017 SR382
- 2017 SS382
- 2017 ST382
- 2017 SU382
- 2017 SV382
- 2017 SW382
- 2017 SX382
- 2017 SY382
- 2017 SZ382
- 2017 SA383
- 2017 SB383
- 2017 SC383
- 2017 SD383
- 2017 SE383
- 2017 SF383
- 2017 SG383
- 2017 SH383
- 2017 SJ383
- 2017 SK383
- 2017 SL383
- 2017 SM383
- 2017 SN383
- 2017 SO383
- 2017 SP383
- 2017 SQ383
- 2017 SR383
- 2017 SS383
- 2017 ST383
- 2017 SU383
- 2017 SV383
- 2017 SW383
- 2017 SX383
- 2017 SY383
- 2017 SZ383
- 2017 SA384
- 2017 SB384
- 2017 SD384
- 2017 SE384
- 2017 SF384
- 2017 SG384
- 2017 SH384
- 2017 SJ384
- 2017 SK384
- 2017 SL384
- 2017 SM384
- 2017 SN384
- 2017 SO384
- 2017 SP384
- 2017 SQ384
- 2017 SR384
- 2017 SS384
- 2017 ST384
- 2017 SU384
- 2017 SV384
- 2017 SW384
- 2017 SX384
- 2017 SY384
- 2017 SZ384
- 2017 SB385
- 2017 SD385
- 2017 SE385
- 2017 SG385
- 2017 SH385
- 2017 SJ385
- 2017 SK385
- 2017 SL385
- 2017 SM385
- 2017 SN385
- 2017 SO385
- 2017 SP385
- 2017 SQ385
- 2017 SR385
- 2017 SS385
- 2017 ST385
- 2017 SU385
- 2017 SV385
- 2017 SW385
- 2017 SY385
- 2017 SZ385
- 2017 SA386
- 2017 SB386
- 2017 SC386
- 2017 SD386
- 2017 SE386
- 2017 SF386
- 2017 SG386
- 2017 SH386
- 2017 SJ386
- 2017 SK386
- 2017 SL386
- 2017 SM386
- 2017 SN386
- 2017 SO386
- 2017 SP386
- 2017 SQ386
- 2017 SR386
- 2017 SS386
- 2017 ST386
- 2017 SU386
- 2017 SV386
- 2017 SW386
- 2017 SX386
- 2017 SY386
- 2017 SZ386
- 2017 SA387
- 2017 SB387
- 2017 SC387
- 2017 SD387
- 2017 SE387
- 2017 SF387
- 2017 SG387
- 2017 SH387
- 2017 SJ387
- 2017 SK387
- 2017 SL387
- 2017 SM387
- 2017 SN387
- 2017 SO387
- 2017 SP387
- 2017 SQ387
- 2017 SR387
- 2017 SS387
- 2017 ST387
- 2017 SU387
- 2017 SV387
- 2017 SW387
- 2017 SX387
- 2017 SY387
- 2017 SZ387
- 2017 SA388
- 2017 SB388
- 2017 SC388
- 2017 SD388
- 2017 SE388
- 2017 SF388
- 2017 SG388
- 2017 SH388
- 2017 SJ388
- 2017 SK388
- 2017 SL388
- 2017 SM388
- 2017 SN388
- 2017 SO388
- 2017 SP388
- 2017 SQ388
- 2017 SR388
- 2017 SS388
- 2017 ST388
- 2017 SU388
- 2017 SV388
- 2017 SW388
- 2017 SX388
- 2017 SY388
- 2017 SZ388
- 2017 SA389
- 2017 SB389
- 2017 SC389
- 2017 SD389
- 2017 SE389
- 2017 SF389
- 2017 SG389
- 2017 SH389
- 2017 SJ389
- 2017 SL389
- 2017 SM389
- 2017 SN389
- 2017 SO389
- 2017 SQ389
- 2017 SR389
- 2017 SS389
- 2017 ST389
- 2017 SU389
- 2017 SV389
- 2017 SW389
- 2017 SX389
- 2017 SY389
- 2017 SZ389
- 2017 SA390
- 2017 SB390
- 2017 SC390
- 2017 SD390
- 2017 SE390
- 2017 SF390
- 2017 SG390
- 2017 SH390
- 2017 SJ390
- 2017 SK390
- 2017 SL390
- 2017 SM390
- 2017 SN390
- 2017 SO390
- 2017 SP390
- 2017 SQ390
- 2017 SR390
- 2017 SS390
- 2017 ST390
- 2017 SU390
- 2017 SV390
- 2017 SW390
- 2017 SX390
- 2017 SY390
- 2017 SZ390
- 2017 SA391
- 2017 SB391
- 2017 SC391
- 2017 SD391
- 2017 SE391
- 2017 SF391
- 2017 SG391
- 2017 SH391
- 2017 SJ391
- 2017 SK391
- 2017 SL391
- 2017 SM391
- 2017 SN391
- 2017 SO391
- 2017 SP391
- 2017 SQ391
- 2017 SR391
- 2017 SS391
- 2017 ST391
- 2017 SU391
- 2017 SV391
- 2017 SW391
- 2017 SX391
- 2017 SY391
- 2017 SZ391
- 2017 SA392
- 2017 SB392
- 2017 SC392
- 2017 SD392
- 2017 SE392
- 2017 SF392
- 2017 SG392
- 2017 SH392
- 2017 SJ392
- 2017 SK392
- 2017 SL392
- 2017 SM392
- 2017 SN392
- 2017 SO392
- 2017 SP392
- 2017 SQ392
- 2017 SR392
- 2017 SS392
- 2017 ST392
- 2017 SV392
- 2017 SW392
- 2017 SX392
- 2017 SY392
- 2017 SZ392
- 2017 SA393
- 2017 SB393
- 2017 SC393
- 2017 SD393
- 2017 SE393
- 2017 SF393
- 2017 SG393
- 2017 SH393
- 2017 SJ393
- 2017 SK393
- 2017 SL393
- 2017 SM393
- 2017 SN393
- 2017 SO393
- 2017 SP393
- 2017 SQ393
- 2017 SR393
- 2017 SS393
- 2017 ST393
- 2017 SU393
- 2017 SW393
- 2017 SX393
- 2017 SY393
- 2017 SZ393
- 2017 SA394
- 2017 SB394
- 2017 SC394
- 2017 SD394
- 2017 SE394
- 2017 SF394
- 2017 SG394
- 2017 SH394
- 2017 SJ394
- 2017 SK394
- 2017 SL394
- 2017 SM394
- 2017 SN394
- 2017 SO394
- 2017 SP394
- 2017 SQ394
- 2017 SR394
- 2017 SS394
- 2017 ST394
- 2017 SU394
- 2017 SV394
- 2017 SW394
- 2017 SX394
- 2017 SY394
- 2017 SZ394
- 2017 SA395
- 2017 SB395
- 2017 SC395
- 2017 SD395
- 2017 SE395
- 2017 SF395
- 2017 SG395
- 2017 SH395
- 2017 SJ395
- 2017 SK395
- 2017 SL395
- 2017 SM395
- 2017 SN395
- 2017 SO395
- 2017 SP395
- 2017 SQ395
- 2017 SR395
- 2017 SS395
- 2017 ST395
- 2017 SU395
- 2017 SV395
- 2017 SW395
- 2017 SX395
- 2017 SY395
- 2017 SZ395
- 2017 SA396
- 2017 SB396
- 2017 SC396
- 2017 SD396
- 2017 SE396
- 2017 SF396
- 2017 SG396
- 2017 SH396
- 2017 SJ396
- 2017 SK396
- 2017 SL396
- 2017 SM396
- 2017 SO396
- 2017 SP396
- 2017 SQ396
- 2017 SR396
- 2017 SS396
- 2017 ST396
- 2017 SU396
- 2017 SV396
- 2017 SW396
- 2017 SX396
- 2017 SY396
- 2017 SZ396
- 2017 SA397
- 2017 SB397
- 2017 SC397
- 2017 SD397
- 2017 SE397
- 2017 SF397
- 2017 SG397
- 2017 SH397
- 2017 SJ397
- 2017 SK397
- 2017 SL397
- 2017 SM397
- 2017 SN397
- 2017 SO397
- 2017 SP397
- 2017 SQ397
- 2017 SR397
- 2017 SS397
- 2017 ST397
- 2017 SU397
- 2017 SV397
- 2017 SW397
- 2017 SX397
- 2017 SY397
- 2017 SZ397
- 2017 SA398
- 2017 SB398
- 2017 SC398
- 2017 SD398
- 2017 SE398
- 2017 SF398
- 2017 SG398
- 2017 SH398
- 2017 SJ398
- 2017 SK398
- 2017 SL398
- 2017 SM398
- 2017 SO398
- 2017 SP398
- 2017 SQ398
- 2017 SR398
- 2017 SS398
- 2017 SU398
- 2017 SV398
- 2017 SW398
- 2017 SX398
- 2017 SY398
- 2017 SZ398
- 2017 SA399
- 2017 SB399
- 2017 SC399
- 2017 SD399
- 2017 SE399
- 2017 SF399
- 2017 SG399
- 2017 SH399
- 2017 SJ399
- 2017 SK399
- 2017 SM399
- 2017 SN399
- 2017 SO399
- 2017 SP399
- 2017 SQ399
- 2017 SR399
- 2017 SS399
- 2017 ST399
- 2017 SU399
- 2017 SV399
- 2017 SX399
- 2017 SY399
- 2017 SZ399
- 2017 SA400
- 2017 SB400
- 2017 SC400
- 2017 SD400
- 2017 SE400
- 2017 SF400
- 2017 SG400
- 2017 SH400
- 2017 SJ400
- 2017 SK400
- 2017 SL400
- 2017 SM400
- 2017 SN400
- 2017 SO400
- 2017 SP400
- 2017 SR400
- 2017 SU400
- 2017 SV400
- 2017 SX400
- 2017 SY400
- 2017 SZ400
- 2017 SB401
- 2017 SC401
- 2017 SD401
- 2017 SE401
- 2017 SF401
- 2017 SG401
- 2017 SH401
- 2017 SJ401
- 2017 SK401
- 2017 SL401
- 2017 SM401
- 2017 SN401
- 2017 SO401
- 2017 SP401
- 2017 SQ401
- 2017 SR401
- 2017 SS401
- 2017 ST401
- 2017 SU401
- 2017 SV401
- 2017 SW401
- 2017 SX401
- 2017 SY401
- 2017 SZ401
- 2017 SA402
- 2017 SB402
- 2017 SC402
- 2017 SD402
- 2017 SE402
- 2017 SF402
- 2017 SG402
- 2017 SH402
- 2017 SJ402
- 2017 SK402
- 2017 SL402
- 2017 SM402
- 2017 SN402
- 2017 SO402
- 2017 SP402
- 2017 SQ402
- 2017 SR402
- 2017 SS402
- 2017 ST402
- 2017 SU402
- 2017 SV402
- 2017 SW402
- 2017 SX402
- 2017 SZ402
- 2017 SA403
- 2017 SB403
- 2017 SC403
- 2017 SD403
- 2017 SE403
- 2017 SF403
- 2017 SG403
- 2017 SH403
- 2017 SJ403
- 2017 SK403
- 2017 SL403
- 2017 SM403
- 2017 SN403
- 2017 SO403
- 2017 SP403
- 2017 SQ403
- 2017 SR403